# التسلسل الزمني لتاريخ الكيمياء

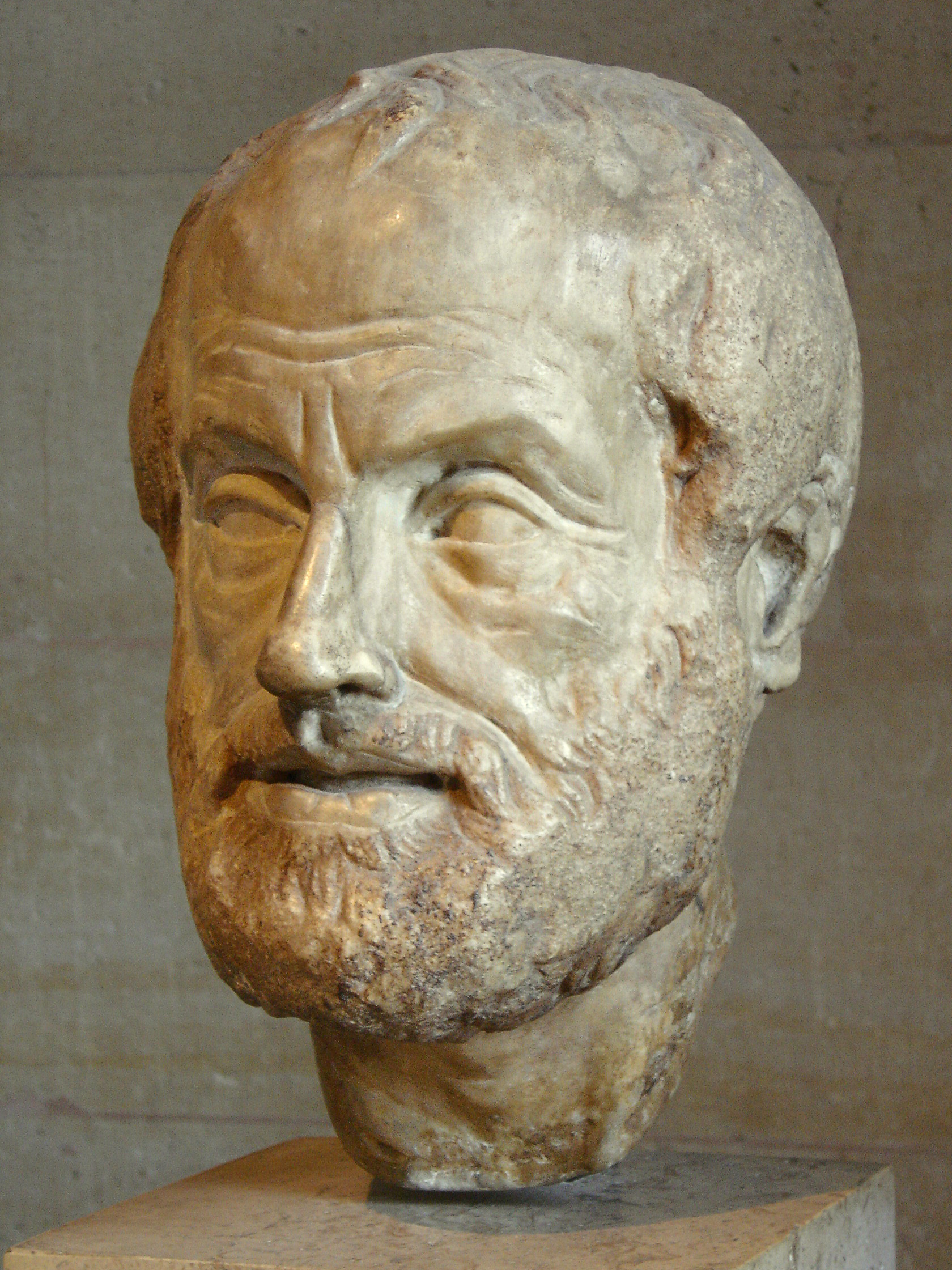
أرسطو (384–322 قبل الميلاد)

يسرد هذا التسلسل الزمني لتاريخ الكيمياء الأعمال والاكتشافات والأفكار والاختراعات والتجارب الهامة التي غيَّرت بشكلٍ كبيرٍ فِهم البشرية للعلم الحديث المعروف باسم الكيمياء وهو الدراسة العلمية لتكوين المادة وتفاعلاتها. يمكن القول إنَّ تاريخ الكيمياء في شكلها الحديث بدأ مع العالم الإيرلندي روبرت بويل، بالرغم من أن جذور هذا العلم يُمكن إرجاعها إلى تاريخٍ أقدم.
جاءت الأفكار المبكِّرة التي دُمجت لاحقًا في علم الكيمياء الحديث من مصدرين رئيسيين، الأول: هو الاستنتاجي؛ حيث استَخدم الفلاسفة الطبيعيون (مثل أرسطو وديموقريطوس) التفكيرَ الاستنتاجي في محاولة لشرح سلوك المواد من حولهم. أما الثاني: فهو التجريبي، وقد نشأ من الخيميائيين العرب (مثل جابر بن حيان وأبي بكر الرازي) الذين استخدموا تقنياتٍ تجريبية في محاولة لإطالة عمر المواد أو تحويل المواد من شكلٍ لآخر مثل تحويل المعادن الخام إلى ذهب.
في القرن السابع عشر، أدى تجميع أفكار هذين التخصصين (أي الاستنتاجي والتجريبي) إلى تطوير عملية التفكير المعروفة باسم المنهج العلمي، ومع إدخاله وُلد علم الكيمياء الحديث.
يُعرف علم الكيمياء بأنهُ (العلم المركزي) وهو يرتبط بشدة بالعديد من المجالات العلمية والتقنية الأخرى وترتبط به العديد من العلوم أيضًا. تُعد العديد من الأحداث مهمة ومركزية بالنسبة لفهمنا الحديث للكيمياء، وهذه الأحداث أيضًا تعد اكتشافاتٍ رئيسيةً في مجالات العلوم الأخرى مثل الفيزياء وعلم الأحياء وعلم الفلك والجيولوجيا وعلوم المواد.
قبل قبول المنهج العلمي وتطبيقه على مجال الكيمياء، كان هناك خلاف مُثير للجدل بالنسبة للأشخاص المذكورة أسماؤهم أدناه وهل من الممكن اعتبارهم (كيميائيين) بالمعنى الحديث للكلمة. ومع ذلك، فإن أفكار بعض المفكرين العظماء مذكورة في هذه القائمة.

## ما قبل الميلاد
3000 قبل الميلاد

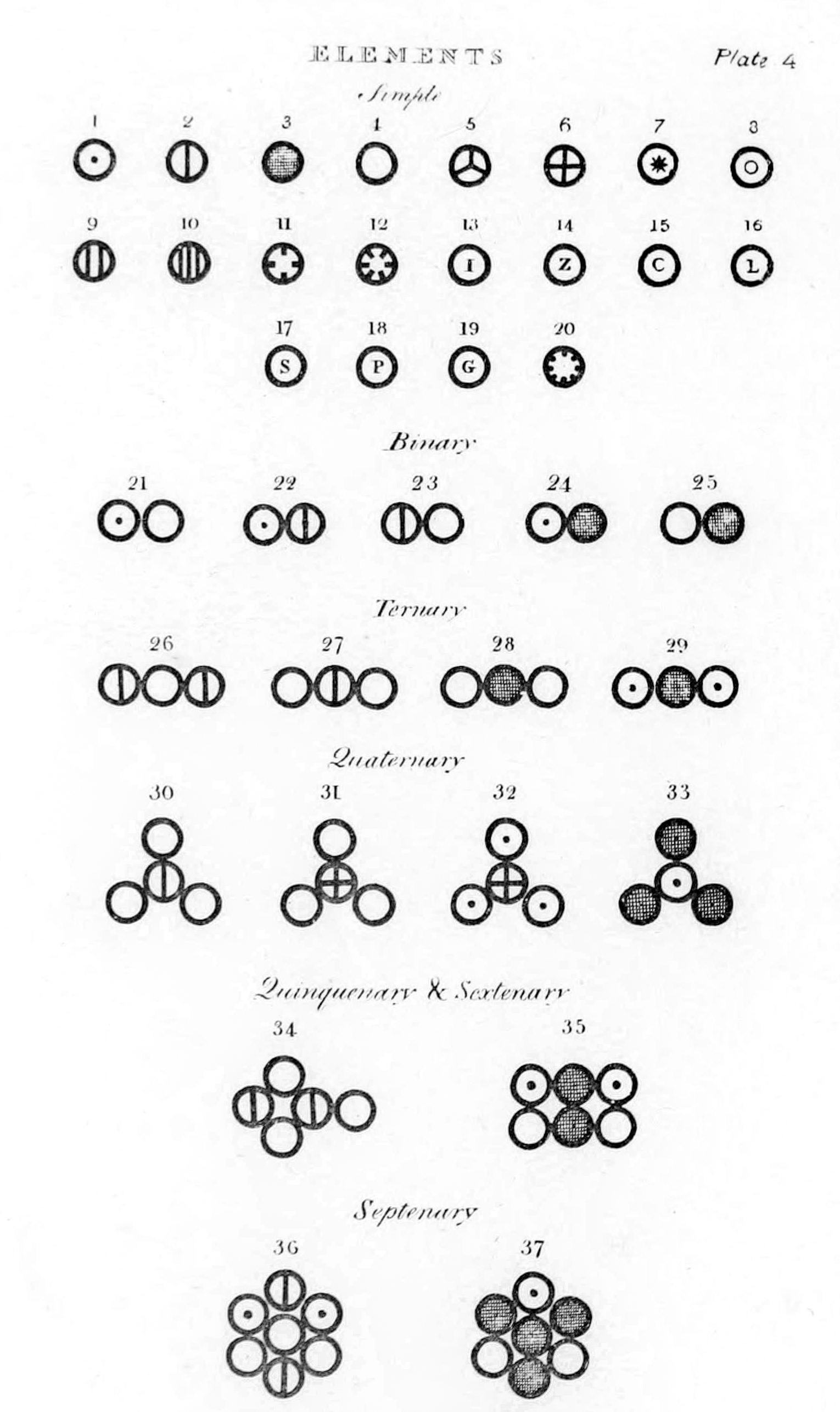
صورة من كتاب جون دالتون «نظام جديد للفلسفة الكيميائية»، وهو أول تفسير حديث للنظرية الذرية.

صاغ المصريون القدماء ما يعرف بنظرية أجدود أو (القوى الأساسية)، وهم مجموعة من ثمانية آلهة ومن هذه المجموعة تشكَّل كل شيء. كان هؤلاء الآلهة موجودون في الفراغ أو الفجوة الأولية التي سبقت فصل السماء عن الأرض وكانت موجودة قبل خلق الشمس.
1200 قبل الميلاد
عُثر على لوح مسماري في بلاد ما بين النهرين ذُكر فيه اسم تابوتي-بيلاتيكاليم، وهي صانعة عطور وإحدى الكيميائيات الإناث الأوائل.
450 قبل الميلاد
أكَّد أمبادوقليس أنَّ كل المواد تتكون من أربعة عناصر بدائية وهي: الأرض والهواء والنار والماء. وأن هناك قوَّتين نشيطتين ومتعاكستين وهما (الحب والكره) أو (التجاذب والتنافر) تأثِّر على هذه العناصر الأربعة وتؤدي إما إلى اندماجهم أو انفصالهم إلى أشكالٍ عديدة لا متناهية.
440 قبل الميلاد
اقترح ليوكيبوس وديمقريطوس فكرة الذرة، وهي جسيم لا يتجزأ تتكوَّن منه كل المواد. ورُفضت هذه الفكرة إلى حد كبير من قبل الفلاسفة الطبيعيين لصالح وجهة نظر أرسطو.
360 قبل الميلاد
صاغ أفلاطون مصطلح العناصر (ستيوايشيا). وفي حوار طيماوس (وهي أطروحة بدائية في الكيمياء) الذي يتضمَّن نقاشًا عن مُكونات الأجسام العضوية وغير العضوية، أفتَرض أفلاطون أن الجُسيمات الدقيقة من كل عنصر لها شكل هندسي خاص: رباعي سطوح (النار)، ثماني سطوح (الهواء)، عشروني سطوح (الماء)، ومكعب (الأرض).
350 قبل الميلاد
تعمَّق أرسطو في أفكار أمبادوقليس، واقترح فكرة أنَّ المادة هي مزيج من (الجوهر) و(الشكل). كما وَصف نظرية الخمسة عناصر وهي: النار والماء والأرض والهواء والأثير. لاقت هذه النظرية قبولًا إلى حدٍ كبيرٍ في جميع أنحاء العالم الغربي لأكثر من 1000 عام.

## من القرن الأول حتى السابع الميلادي
50

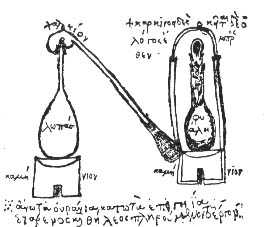
إحدى التجارب الخيميائية التي كان يقوم بها العالم زوسيموس

نشر لوكريتيوس كتابه المسمى (في طبيعة الأشياء) والذي أحتوى على وصفٍ شعريٍ لفكرة المذهب الذري.
300
كتب زوسيموس (وهو فيلسوف يوناني ولد في أخميم ) أحد أقدم الكتب المعروفة عن الكيمياء، والذي عرَّفه بأنه دراسة عن تكوين المياه والحركة والنمو، التجسد والتفكك، رسم شكل الأرواح من شكل الأجسام، وربط الأرواح مع الأجسام.

## من القرن الثامن حتى السابع عشر الميلادي
770
طوَّر أبو موسى جابر بن حيان الخيميائي المسلم الذي (يعتبره الكثيرون أبو الكيمياء) في وقت مبكر المنهج التجريبي للكيمياء، وعزل العديد من الأحماض، بما في ذلك حمض الهيدروكلوريك وحمض النيتريك وحمض الليمون وحمض الخليك وحمض الطرطريك، والماء الملكي. وحلل كيميائيًا العديد من المواد الكيميائية، وصنع الجواهر، وميَّز بين القلويات والأحماض، وصنع مئات الأدوية. أثرت كتبه بشدة على الخيميائيين الأوروبيين في العصور الوسطى.
قرابة 893

ألَّف أبو بكر الرازي أكثر من 200 مصنف ومرجع في الكيمياء، أشهرها كتاب ( الحاوي في علم التداوي) وكتاب (الأسرار) الذي تُرجم إلى اللاتينية. وكان أول من أكتشف طريقة تحضير زيت الزاج الذي يسمى في الغرب بـ حمض الكبريتيك. وشرح في كُتبه ما كان يستعمله في معمله من مواد وأجهزة وآلات انتقل الكثير منها في الترجمات الأوروبية بأسمائها العربية، وكان أوَّل من أجرى العديد من التجارب الكيميائية مثل التقطير والتكليس والتذويب والتبخير والبلورة والتصعيد والترشيح والتشميع.
قرابة 898

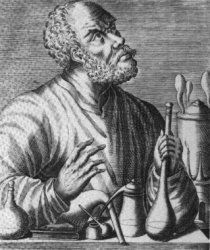
جابر بن حيان (المتوفى 815) «الذي يعتبره الكثيرون أب الكيمياء».

اقترح الرازي في تجاربه الكيميائية صفات أخرى للمادة مثل (الزيتية) و(الكبريتية) و(الاشتعالية) و(الملوحة) التي لم تكن تُفسَّر بسهولة في تقسيمات العناصر التقليدية النار، الماء، الأرض، والهواء. كان الرازي أول من ابتكر واخترع العديد من العمليات الكيميائية مثل تقطير النفط، اختراع الكيروسين ومصابيح الكيروسين، اخترع الصابون ووصفات الصابون الحديثة، إنتاج المطهِّرات، ابتكار العديد من العمليات الكيميائية مثل التسامي.
قرابة 970

ألَّف أبو القاسم المجريطي أهم كتابين له في الكيمياء وهما (رتبة الحكيم)، و(غاية الحكيم). حيث يُعتبر كتاب (رتبة الحكيم) من أشهر كتبه وأبقاها، وهو يتناول تطوَّر الكيمياء عند علماء العرب في المائة والخمسين سنة التي مضت بعد جابر ابن حيان ويُعِدُّه مؤرخو العلوم من أهم المصادر التي يمكن الاستفادة منها في بحوث تاريخ الكيمياء. تبنَّى المجريطي في (رتبة الحكيم) نظرية جابر القائلة: إنَّ المعادن تتكون من اتحاد الزئبق بالكبريت، تلك النظرية التي سيطرت على تفكير معظم علماء العرب من الكيمياء، كما وافقه أيضًا في أنه بالإمكان تحويل المعادن الخسيسة إلى نفيسة بواسطة الإكسير. اهتم اهتمامًا خاصًا بتجارب الاحتراق، والتفاعلات الناتجة عنه، والتغيرات التي تتمُّ عن أوزانها؛ وهي التجارب التي كانت أساسًا لكافة النظريات الكيميائية الخاصة بأوزان المواد وتغييرها بالاحتراق. وقد أجرى المجريطي تجربة تاريخية ذكرها في كتابه (رتبة الحكيم) وهي تجربة تفاعل الزئبق مع الأكسجين. حيث أعتمد كل من بريستلي ولافوازييه على هذه التجربة بعد نحو قرون سبعة أساسًا لبحوثهما، وكانت هذه التجربة الأساس لنشوء قانون حفظ المادة. 
1000

عملية التقطير: 1: مصدر حرارة 2: دورق دائري 3: أنبوب عمودي ثابت 4: ميزان حرارة لقياس درجة الغليان 5: مكثف 6: مدخل ماء تبريد 7: مخرج ماء التبريد 8: نواتج التقطير 9: مدخل الغاز 10: أنبوب الاستقبال نواتج التقطير 13: لوح التسخين 14: حوض التسخين (زيت / رمل) 16: حوض التبريد.

أثبت أبو الريحان البيروني وابن سينا (وكلاهما من الكيميائيين المسلمين) خطأ ممارسة الخيمياء ونظرية حجر الفلاسفة.
1167
كتب ماجيستر ساليرناس وهو من المدرسة الطبية الساليرنية أولى المراجع التي تشرح عملية تقطير النبيذ.
1220
نشر روبرت جروسيتيست العديد من الشروحات لأقوال ومؤلفات أرسطو حيث يُعزى له الفضل في وضع الإطار والأساس للمنهج العلمي.
1250
طوَّر تاديو ألدروتي طريقة التقطير بالتجزئة، وهي طريقة أكثر فعالية بكثير من الطرق السابقة.
1260
اكتشف ألبيرتوس ماغنوس الزرنيخ ونترات الفضة، كما ألَّف واحدًا من المراجع الأولى عن حامض الكبريتيك.
1267
نشر روجر بيكون كتابه (أوبوس ماجاس) بالإضافة إلى كتب أخرى كانت تقترح وتشرح شكل المنهج العلمي، ويحتوي الكتاب على نتائج تجاربه مع البارود.
1310
نشر جابر الزائف (الخيميائي الإسباني المجهول الذي ألَّف كتبًا تحت اسم جابر) العديد من الكتب التي أسَّست لنظرية قُبلت لفترة طويلة في الوسط العلمي ومفادها أن جميع المعادن تتكون من نسب مختلفة من الكبريت والزئبق. وكان أحد الأوائل الذين وصفوا حمض النيتريك والماء الملكي.
قرابة 1300

الروابط الكيميائية في حمض التانيك

ابتكر عـز الدين الجلدكي قانون النسب الثابتة في الاتحاد الكيميائي وشرحه شرحًا مفصلًا اعتمد عليه لاحقًا كل من كبلر وجاليليو ونيوتن في دراساتهم، وهو القانون الذي ادعاه لنفسه زورًا جوزيف بروست الذي وُلد بعد الجلدكي بخمسة قرون، كما طوَّر الجلدكي طريقة كيميائية لفصل الذهب عن الفضة بواسطة حمض النيتريك، وهي طريقة لا تزال تستعمل حتى اليوم، وأعطى وصفًا مفصلًا لطريقة الوقاية والاحتياطات اللازمة من خطر استنشاق الغازات الناتجة عن التفاعلات الكيمائية، وبذلك يكون هو أول من فكر في ابتكار واستخدام الكمامات في معامل الكيمياء. وامتدت إسهاماته إلى دراسة القلويات والأحماض دراسة عميقة مكَّنته من تقديم بعض التحسينات على طريقة صناعة الصابون التي كانت معروفة آنذاك. وشرح طريقة التقطير التي تستعمل حاليًا، مثل أوراق الترشيح والتقطير تحت الحمام المائي، والتقطير المزدوج. وكان أول من قال أن المادة تعطي لونًا خاصًا بها عند احتراقها. كان الجلدكي على علم بالتركيب الإلكتروني للذرة، إذ شبهها بالمجموعة الشمسية. ألَّف أهم كُتبه في الكيمياء وهو (البدر المنير في معرفة أسرار الإكسير) وكتاب (نتائج الفكر في أحوال الحجر)
1530
طوَّر باراسيلسوس دراسة علم الطب الكيميائي، وهو فرع من الخيمياء الذي يدرس توفير الحلول الكيميائية للأمراض والعلل الطبية. حيث كان هذا العلم هو أساس صناعة الأدوية الحديثة. ويُزعم أيضا أنه هو أول من استخدم كلمة (الكيمياء).
1597
نشر أندرياس ليبافيوس كتابه (الخيمياء)، والذي كان النموذج الأول لكتاب الكيمياء.

## القرن السابع عشر والثامن عشر
1605

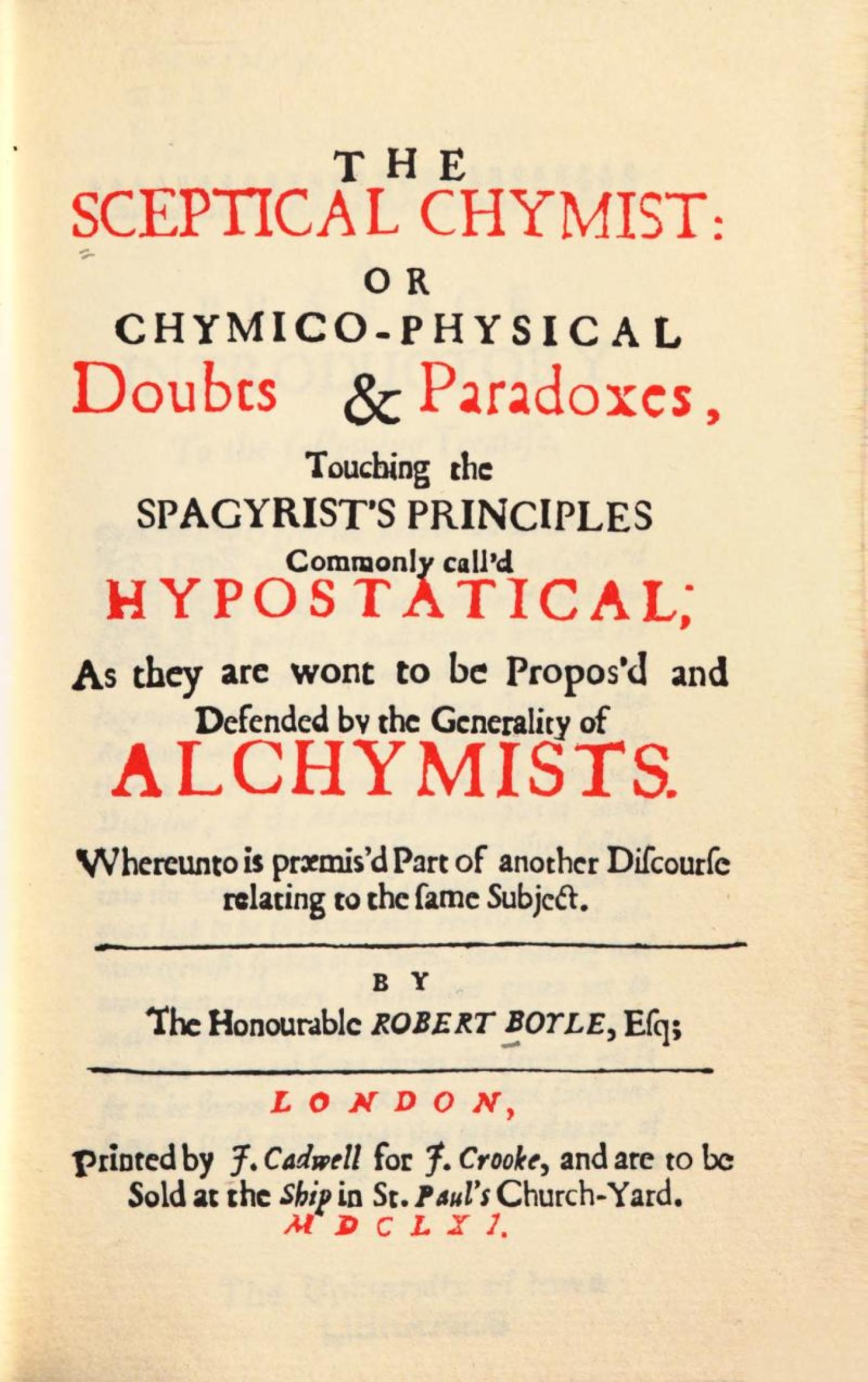
غلاف كتاب "الكيميائي المتشكك" تأليف روبرت بويل (1627-1691)

نشر السير فرانسيس بيكون كتابه (الاحتراف والتقدم في التعلم)، الذي احتوى على وصف ما عُرف لاحقا بـ المنهج العلمي.
1605
نشر ميخال سيدزيفوي أطروحته الخيميائية (ضوء جديد من الخيمياء) التي اقترحت وجود (طعام الحياة ) في الهواء، وهو ما عُرف لاحقًا باسم بالأكسجين.
1615
نشر جان بيجوين كتاب (تيروسينوم شيميكوم)، وهو كتاب مرجعي قديم في الكيمياء، حيث ظهرت في هذا الكتاب أوَّل إشارة إلى المعادلة الكيميائية.
1637
نشر رينيه ديكارت كتابه (مقال عن المنهج)، الذي يحتوي على الخطوط العريضة للمنهج العلمي.
1648
نُشر كتاب (ميديسينى أورتاس) بعد وفاة مؤلفه يان بابتست فان هيلمونت، والذي وصفه العديد من العلماء أنه عمل انتقالي كبير بين الخيمياء والكيمياء، كما كان له تأثير ملحوظ على أعمال روبرت بويل. ويحتوي الكتاب على نتائج العديد من التجارب الكيميائية وأُسُس للمبادئ الأولية لـ قانون حفظ الكتلة.
1661

نشر العالم روبرت بويل كتابه (الكيميائي المتشكك)، وهو مقالة تتحدث عن الفرق بين الكيمياء والخيمياء. احتوى الكتاب على بعض أقدم الأفكار عن الذرّة والجزيء والتفاعل كيميائي، ومثَّل هذا الكتاب بداية لتاريخ الكيمياء الحديثة.
1662

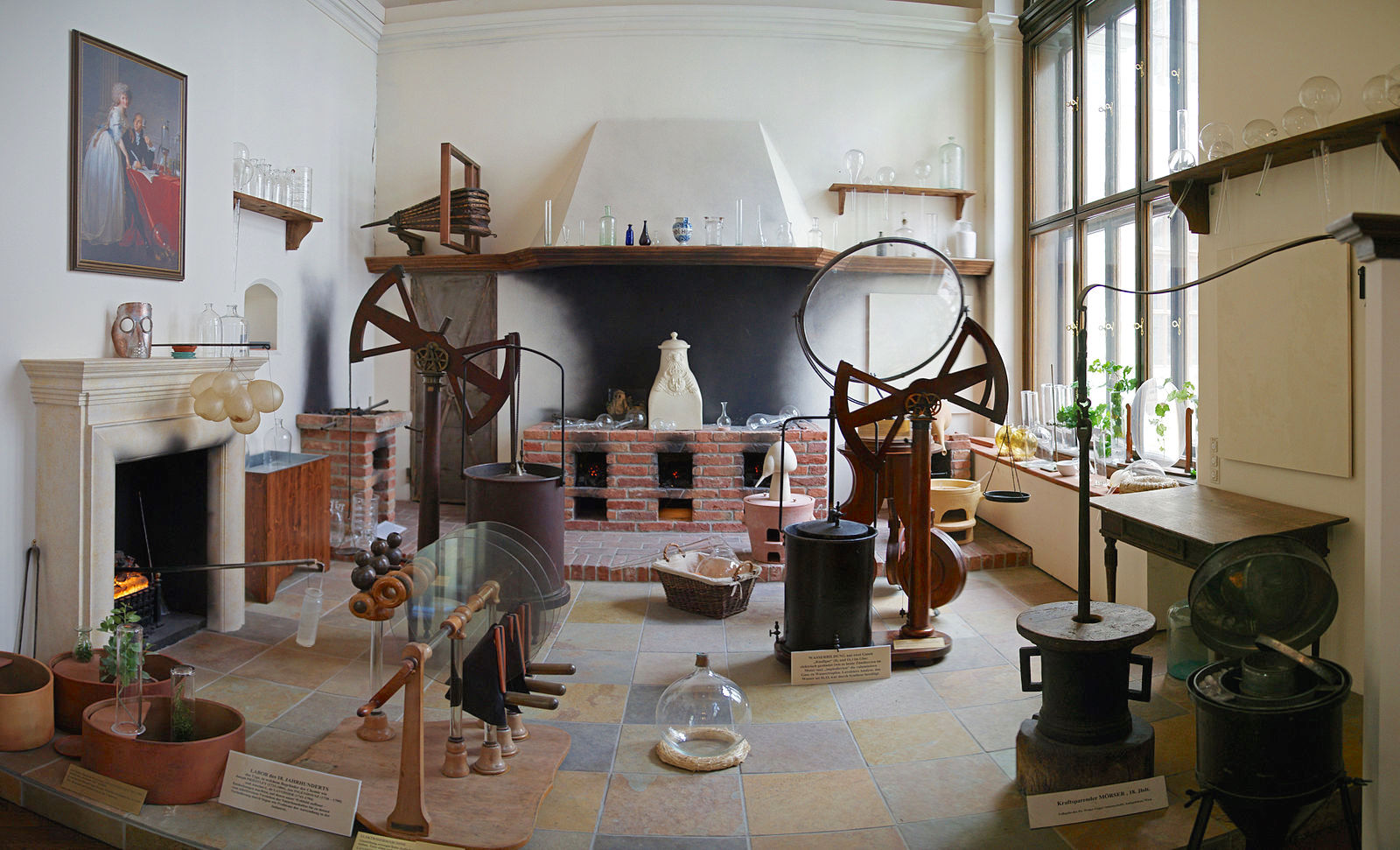
مختبر كيميائي نموذجي من القرن الثامن عشر

اقترح روبرت بويل (قانون بويل)، وهو قانون مُؤسس على التجارب لدارسة سلوك الغازات، وتحديدًا العلاقة بين الضغط والحجم.
1735
حلّل الصيدلي السويدي جورج براندت صبغة زرقاء داكنة وجدها في خام النحاس. اكتشف براندت أن هذه الصبغة تحتوي على عنصر جديد، سُمِّي في وقت لاحق الكوبالت.
1754
عزل جوزيف بلاك غاز ثاني أكسيد الكربون، ووصفه بـ (الهواء الثابت).
1757

أنتج الكيميائي الفرنسي لوي كلود كاديت مادّة سائل كاديت المتطاير أثناء فحصه لمركبات الزرنيخ، حيث اكتشف لاحقًا أنه أكسيد الكاكوديل، الذي يعتبر أول مركب عضوي معدني صناعي.
1758

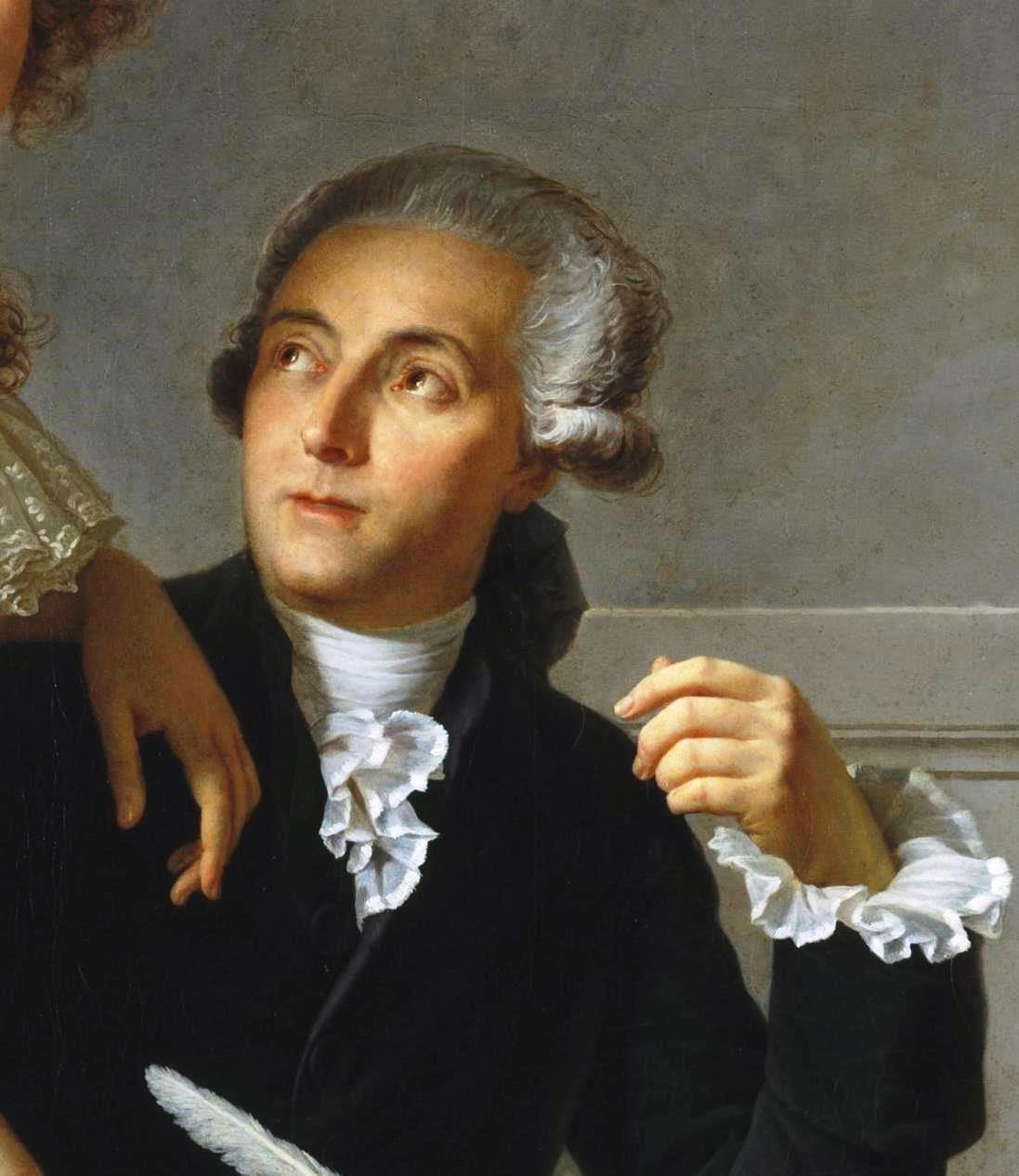
أنطوان لوران دي لافوازييه (1743-1794) الذي يعتبر «أب الكيمياء الحديثة».

صاغ جوزيف بلاك مفهوم (الحرارة الكامنة) لكي يشرح مفهوم الكيمياء الحرارية الناتجة عن التحول الطوري.
1766
اكتشف هنري كافنديش (الهيدروجين) ووصفه بأنه غاز عديم اللون عديم الرائحة وقابل للاشتعال ويمكن أن يشكل خليطًا متفجرًا مع الهواء.
1773–1774
تمكّن كل من كارل فلهلم شيله وجوزيف بريستلي بشكل مستقل من عزل غاز الأكسجين، أطلق عليه جوزيف بريستلي اسم (الهواء الجديد).
1778
عرّف أنطوان لافوازييه الذي يعتبر (أب الكيمياء الحديثة)، الأكسجين وأطلق عليه هذا الاسم، وأدرك أهميته ودوره في الاحتراق.
1787

بطارية كيميائية تتكون من عنصري الزنك والنحاس ومادة موصلة (بالأزرق) بينهما

نشر أنطوان لافوازييه كتابه (طريقة التسميات الكيميائية)، وهو النظام الحديث الأول حول المسميات الكيميائية.
1787
اقترح العالم جاك شارل (قانون شارل) كنتيجة طبيعية لقانون بويل، وهو القانون الذي يصف العلاقة بين درجة حرارة وحجم الغاز.
1789
نشر أنطوان لافوازييه كتابه (الرسالة الأولى في الكيمياء) وهو أول كتاب مدرسي يتناول الكيمياء الحديثة. كان هذا الكتاب موسوعة شاملة في الكيمياء في ذلك الوقت، واحتوى على أول تعريف موجز لقانون حفظ الكتلة، وكان هو الأساس لعلم قياس اتحادية العناصر أو (التحليل الكيميائي الكمي).
1797
اقترح جوزيف بروست (قانون النسب الثابتة) الذي نص على أن كل مركب كيميائي نقي يتألف من نسب وزنية ثابتة للعناصر المكونة له مهما اختلفت طُرق تحضيره.
1800
اخترع أليساندرو فولتا أول بطارية كيميائية، فكان له الفضل في تأسيس علم الكيمياء الكهربائية.

## القرن التاسع عشر
1803

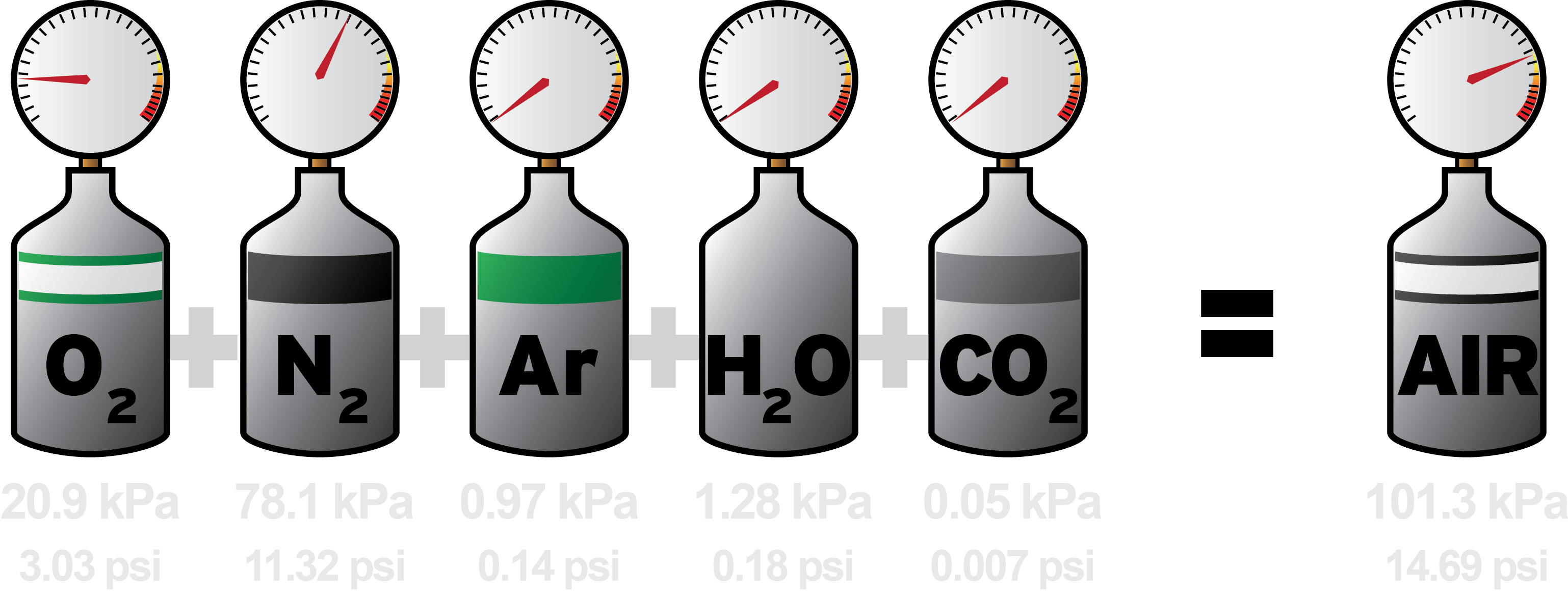
توضيح لقانون دالتون باستخدام مجموعة من الغازات المكونة للهواء حيث ينص القانون على أن مجموع الضغوط لكل غاز على انفراد يساوي الضغط الكلي للخليط

اقترح جون دالتون (قانون دالتون)، والذي يصف العلاقة بين المكونات في خليط من الغازات والضغط النسبي لكل منهم في هذا الخليط الكلي.
1805
اكتشف لوي جوزيف غي لوساك أن الماء يتكون من جزئين من الهيدروجين وجزء واحد من الأوكسجين من حيث الحجم.
1808
جمع لوي جوزيف غي لوساك واكتشف العديد من الخصائص الفيزيائية للهواء والغازات الأخرى، بما في ذلك البراهين التجريبية لقانون بويل وقوانين تشارلز الكيميائية والعلاقات بين كثافة الغازات ومكوناتها.
1808
نشر جون دالتون كتابه (النظام الجديد للفلسفة الكيميائية)، الذي احتوى على أول وصف علمي حديث يتناول النظرية الذرية وقانون النسب المتضاعفة.
1808
نشر يونس ياكوب بيرسيليوس كتابه (كتاب الكيمياء) والذي اقترح فيه استخدام الرموز الكيميائية، ومفهوم الوزن الذري النسبي.
1811
اقترح أميديو أفوجادرو (قانون أفوجادرو)، الذي ينص على أن الكميات المتساوية من الغازات تحت درجة الحرارة والضغط الثابتين تحتوي على عددٍ متساوٍ من الجزيئات.
1825

اكتشف العالمان فريدرش فولر ويوستوس فون ليبيغ (المتصاوغات)، وكانا أول من أجريا تجارب مخبرية عليها، حيث كان العالم يونس ياكوب بيرسيليوس أول من أطلق عليها هذا الاسم. وباستخدام حمض إيزوسيانيك وحمض الفلمينيك توصلا إلى استنتاج أن المتصاوغات تتشكل نتيجة ترتيبات مختلفة من الذرات داخل البنية الجزيئية.
1827

البنية الكيميائية لليوريا

صنَّف وليام براوت الجزيئات الحيوية إلى مجموعاتها الحديثة: الكربوهيدرات، البروتينات، والدهون.
1828
صنّع فريدرش فولر مادة اليوريا، وبالتالي أثبت أن المركبات العضوية يمكن إنتاجها من المواد الأولية غير العضوية، ودحض نظرية المذهب الحيوي.
1832
اكتشف كل من فريدرش فولر ويوستوس فون ليبيغ ما يسمى بالمجموعة الوظيفية وشرحاها، والجذر الكيميائي فيما يتعلق بالكيمياء العضوية.
1840
اقترح جيرمان هينري هيس (قانون هس)، وهو الصيغة الأولية من قانون حفظ الطاقة، الذي ينص على أن تغيرات الطاقة في أي عملية كيميائية تعتمد فقط على حالة مواد التفاعل وحالة المواد الناتجة وليس على مسار معين يتخذ بين حالتين من حالات المادة.
1847
أنتج هيرمان كولبي (حمض الخليك) من مصادر غير عضوية، مما دحض نظرية المذهب الحيوي مرة أخرى.
1848
وضع لورد كلفن مفهوم الصفر مطلق، وهي درجة الحرارة التي تتوقف عندها حركة الجزيئات.
1849
اكتشف لويس باستور أن الشكل الراسيمي من حمض الطرطريك هو خليط من التدوير الضوئي مع وضد حركة عقارب الساعة، وبالتالي شرح طبيعة التدوير الضوئي وتعمق في مجال الكيمياء الفراغية.
1852
اقترح آوغست بير (قانون بير-لامبرت)، وهو القانون الذي يفسر العلاقة بين تكوين خليط وكمية الضوء التي يمتصها. كان هذا القانون يستند جزئيًا على قانون سابق اقتُرح من قبل بيير بوجير ويوهان هاينريش لامبرت، وقد أسَّس هذا القانون للتقنية التحليلية التي تعرف باسم قياس الضوء الطيفي.
1855
يعتبر بنيامين سيليمان الابن من رواد طرق تكسير البترول، الأمر الذي أدى إلى تطور صناعة البتروكيماويات الحديثة وجعلها ممكنة.
1856

صنع العالم ويليام هنري بيركن مادة الموفين، وهو أول طلاء اصطناعي. اكتشفه بالصدفة عندما كان يحاول إنتاج الكينين من قطران الفحم. وقد كان هذا الاكتشاف أساس صناعة الطلاء، وأحد أقدم الصناعات الكيماوية الناجحة.
1857

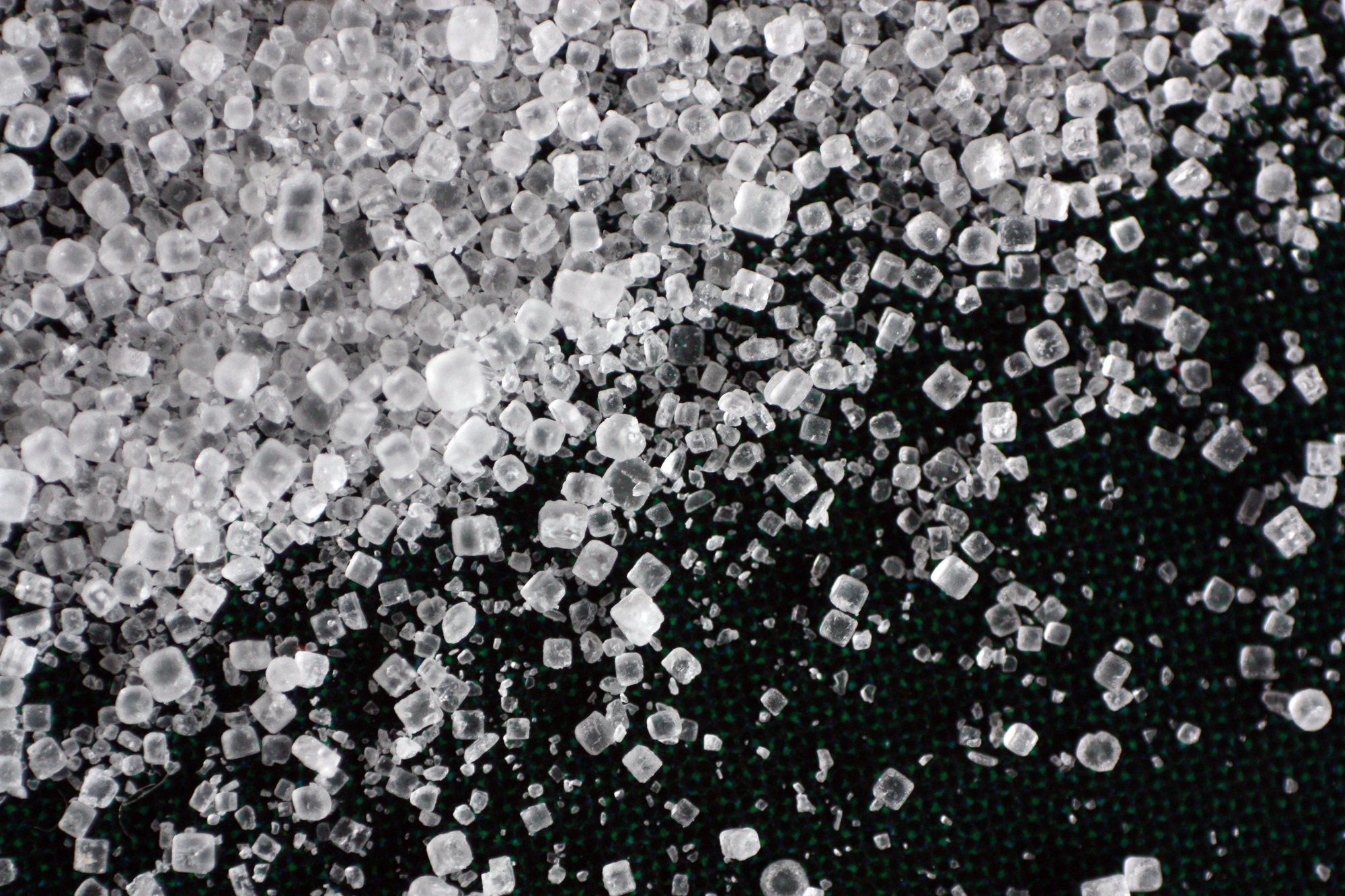
تكون كلوريد الصوديوم من خلال تفاعل الأكسدة والاختزال لمعدن الصوديوم وغاز الكلور

افترض أوغست كيكوله أن الكربون هو رباعي التكافؤ، أي يتكون من أربعة روابط كيميائية.
1859–1860
وضع كل من غوستاف كيرشهوف وروبرت بنزن أسس قياس الضوء الطيفي كوسيلة للتحليل الكيميائي، الذي أدَّى بهم إلى اكتشاف السيزيوم والروبيديوم. استخدم باحثون آخرون نفس التقنية لاكتشاف عناصر الإنديوم، الثاليوم، والهيليوم.
1860
أعاد ستانيسلاو كانيزارو إحياء أفكار العالم أفوجادرو بشأن الجزيئات ثنائية الذرة، وجمع جداول الوزن الذري وقدمها في مؤتمر كارلسروه [الإنجليزية]عام 1860 (مؤتمر للكيميائيين في مدينة كارلسروه في ألمانيا)، وإنهى بذلك عقودًا من تضارب الأوزان الذرية والصيغ الجزيئية، وأدى ذلك إلى أن يقوم العالم مندليف باكتشاف قانون الاتجاهات الدورية.
1862

عرض العالم ألكسندر باركس رسوم للسيلولويد في المعرض الدولي في لندن، والذي يعتبر واحدًا من أقدم البوليمرات الصناعية،. شكَّل هذا الاكتشاف الأساس لصناعة البلاستيك الحديثة.
1862

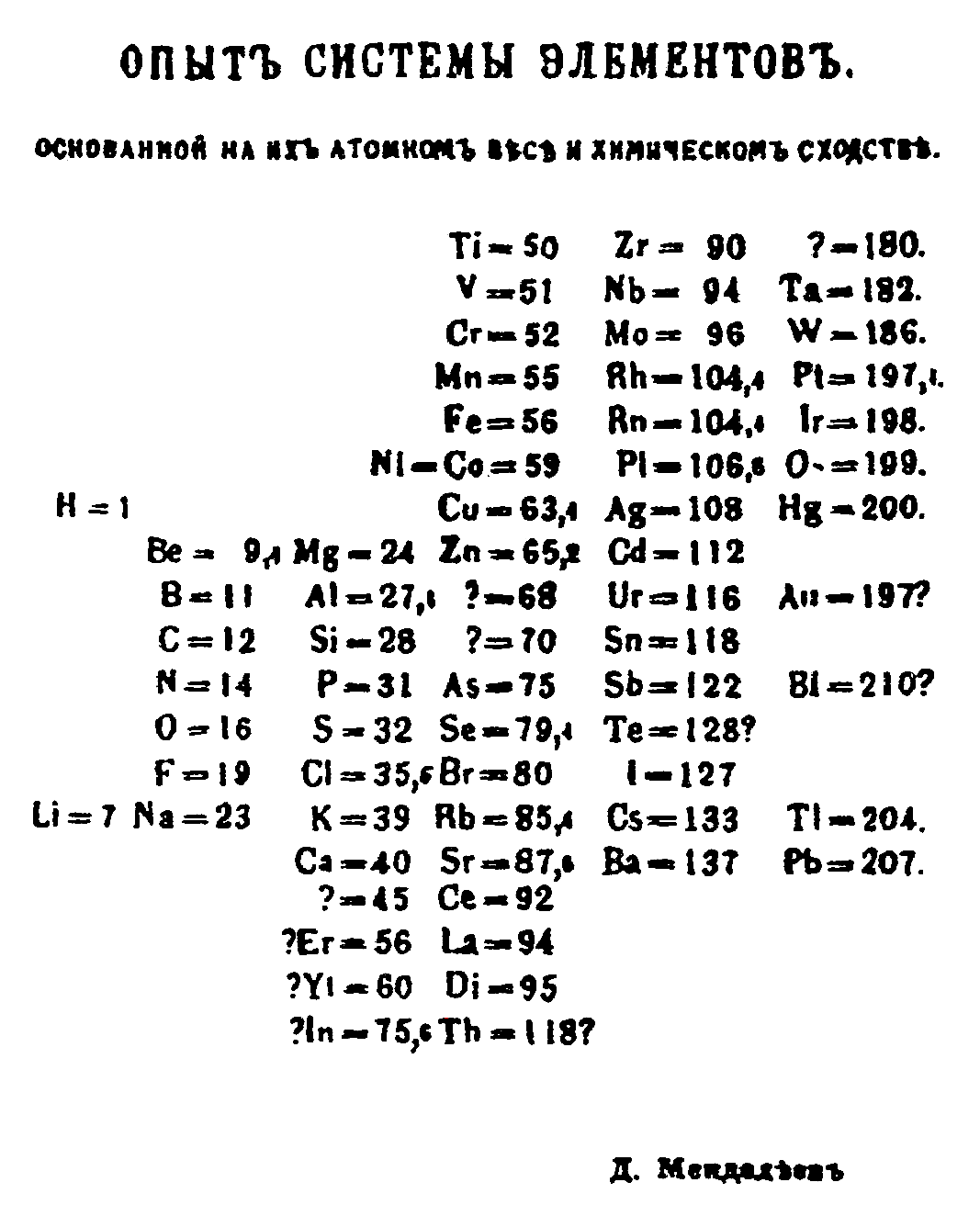
الجدول الدوري الذي وضعه مندليف عام 1869

عرض العالم الكسندر ايميل (حلزون تيلوريك)، وهو نُسخة قديمة ثلاثية الأبعاد من الجدول الدوري للعناصر.
1864
اقترح جون نيولاندز قانون الأوكتافات الذي كان الأساس لقانون الاتجاهات الدورية.
1864
طوَّر يوليوس لوثر ماير نُسخة مبكرة من الجدول الدوري، اشتملت على 28 عنصرًا مرتبًا حسب التكافؤ.
1864
اقترح كاتو ماكسيميليان غولدبرغ وبيتر واج (بناءًا على أفكار كلود لوي برتوليه) قانون فاعلية الكتلة.
1865
حدَّد يوهان جوزيف لوشميت العدد الدقيق للجزيئات في المادة (المول)، الذي سُمي فيما بعد بـ ثابت أفوجادرو.
1865

اقترح العالم أوغست كيكوله (معتمدا بشكل جزئي على أعمال يوهان جوزيف لوشميت وغيره) شكل بُنية ذرة البنزين كحلقة سداسية من الكربون مع روابط مفردة ومزدوجة.
1865

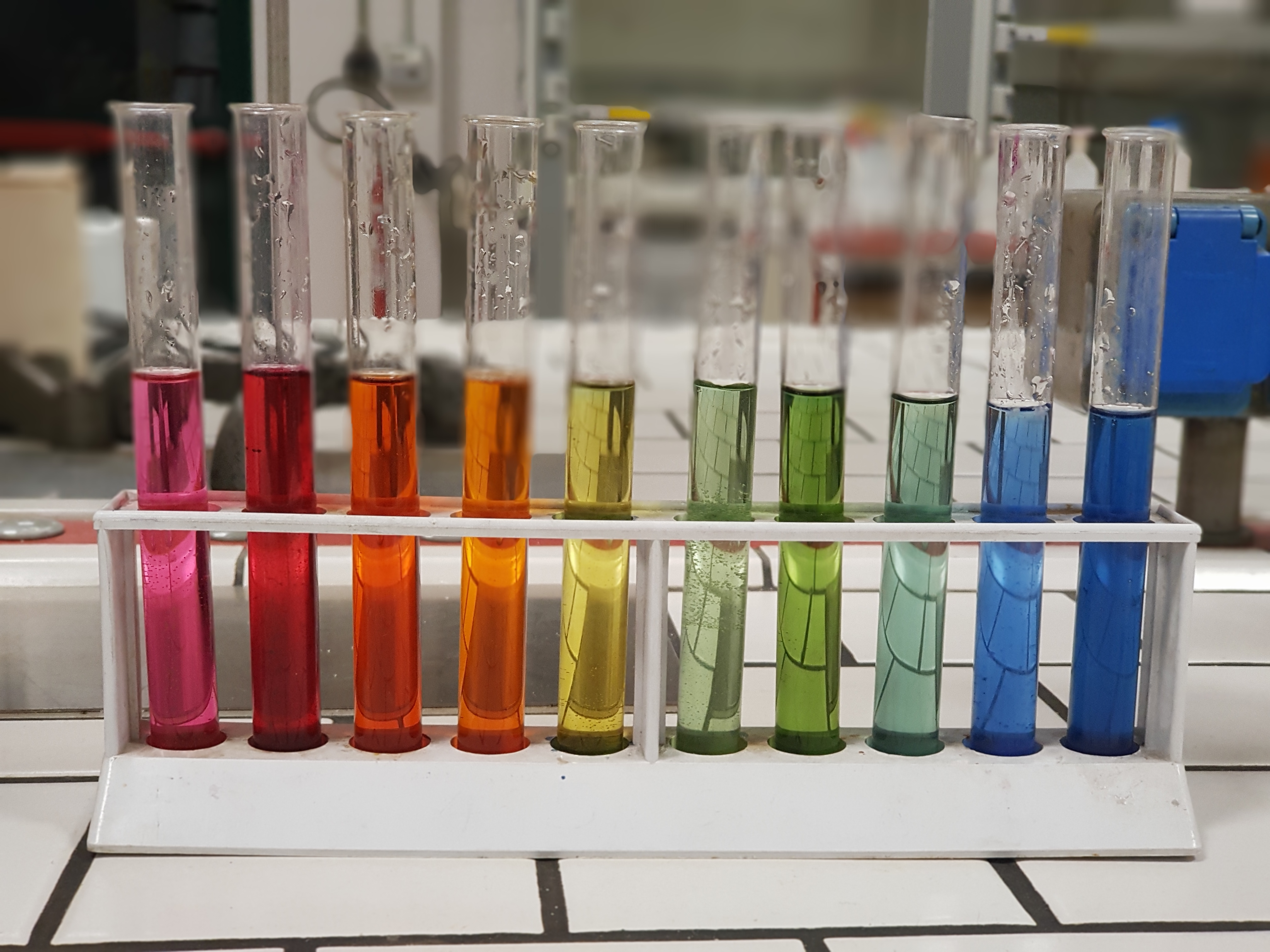
أنابيب اختبار ملونة تحتوي على محاليل لها درجة الحموضة من 1-10.

بدأ أدولف فون باير العمل على صبغة النيلة، والتي يُعتبر اكتشافها نقلة نوعية في تطور علم الكيمياء العضوية الصناعية إذ أحدثت ثورة في صناعة الأصباغ.
1869
نشر ديميتري مندلييف أول جدول دوري حديث، أحتوى على 66 عنصرًا معروفًا مرتبة بحسب أوزانها الذرية. تكمن أهمية الجدول الذي صمَّمه بأن كان له القدرة على التنبؤ بخصائص العناصر التي لم تكن قد اكتُشفت بعد بدقة بالغة.
1873
عمل كل من ياكوبس فانت هوف وجوزيف أخيل لو بيل بشكل مستقل، على تطوير نموذج من الترابط الكيميائي الذي يفسر تجارب لويس باستور ويوفر سببًا فيزيائيًا للتدوير الضوئي في التصاوغ الضوئي.
1876
نشر جوزيه غيبس كتابه بعنوان (توازن المواد غير المتجانسة)، وهو مجموعة من أعماله في الديناميكا الحرارية والكيمياء الفيزيائية التي تعتمد على مفهوم الطاقة الحرة الثرموديناميكية لشرح الأساس الفيزيائي للتوازن الكيميائي.
1877

قانون بويل - وتجربة لإثبات علاقة الحجم بالحرارة

أنشأ لودفيج بولتزمان اشتقاقات إحصائية للعديد من المفاهيم الفيزيائية والكيميائية المهمة، بما في ذلك الانتروبيا، وتوزيعات سرعة الجزيئيات في الحالة الغازية للمادة.
1883
طوَّر سفانت أرينيوس نظرية عن الأيون لشرح الموصلية في الإلكتروليت.
1884
نشر ياكوبس فانت هوف كتاب (دراسات الديناميك)، وهو الكتاب الذي أثر بشكل كبير في فهم علم حركية التفاعل.
1884
اقترح هيرمان إميل فيشر شكل بنية عنصر البيورين، وهي البنية الأساسية في العديد من الجزيئات الحيوية، حيث صنّعه لاحقًا في عام 1898. كما بدأ العمل على كيمياء الجلوكوز والسكريات ذات الصلة.
1884

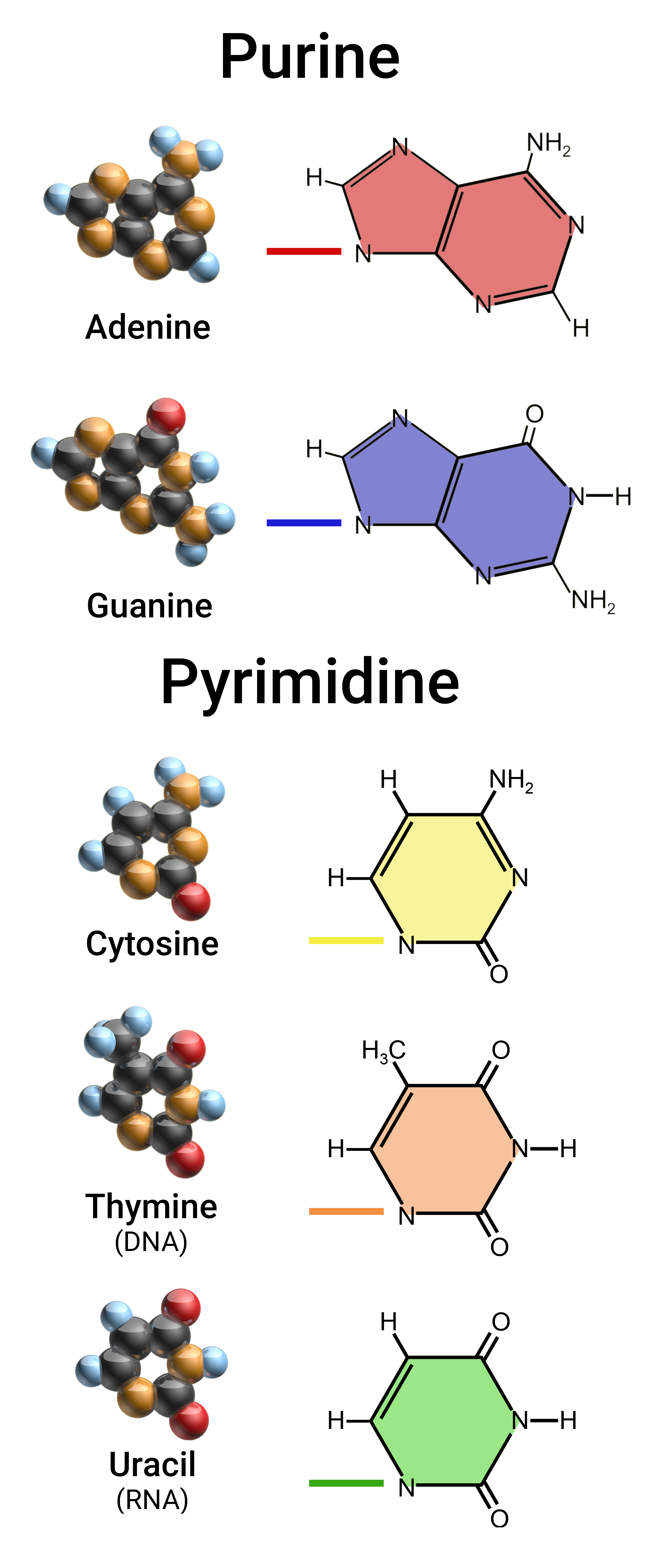
مجموعة من مشتقات البيورين

طوَّر هنري لويس لو شاتلييه مبدأ انزياح التوازن، والذي يشرح استجابة التوازن الكيميائي الديناميكي للقوى الخارجية.
1885
أطلق يوجين غولدشتاين تسمية أشعة مهبطية، حيث اكتشف أنها مكونة من الإلكترونات وأشعة القنال، ثم اكتشف لاحقًا أنها عبارة عن أيونات هيدروجين ذات شحنة موجبة فقدت الإلكترونات في أنبوب الأشعة المهبطية. سُميت هذه الجسيمات فيما بعد بـ البروتونات.
1893
اكتشف ألفريد فيغنر بنية ذات ثمانية سطوح لمركبات الكوبالت، وهو ما أدى إلى نشوء مفهوم المعقد التناسقي.
1894-1898
أكتشف ويليام رامزي (الغازات النبيلة)، التي تحتل مساحة كبيرة وغير متوقعة في الجدول الدوري وتؤدي إلى نماذج مختلفة من الترابط الكيميائي.
1897
اكتشف جوزيف طومسون الإلكترون باستخدام أنبوب الأشعة المهبطية.
1898
برهن العالم فلهلم فيين أن أشعة القنال (تيارات الأيونات الموجبة) يمكن أن تنحرف بواسطة الحقول المغناطيسية، وأن مقدار هذا الانحراف يتناسب طرديًا مع نسبة الكتلة إلى الشحنة. أدى هذا الاكتشاف إلى ظهور التقنية التحليلية المعروفة باسم مطيافية الكتلة.
1898
عزل كل من ماري كوري وبيار كوري عنصري الراديوم والبولونيوم من خام اليورانينيت.
1900
اكتشف إرنست رذرفورد أن مصدر النشاط الإشعاعي هو تحلل الذرات؛ وأطلق عليه عدة مسميات مختلفة اعتمادًا على نوع الإشعاع.

## القرن العشرين
1903

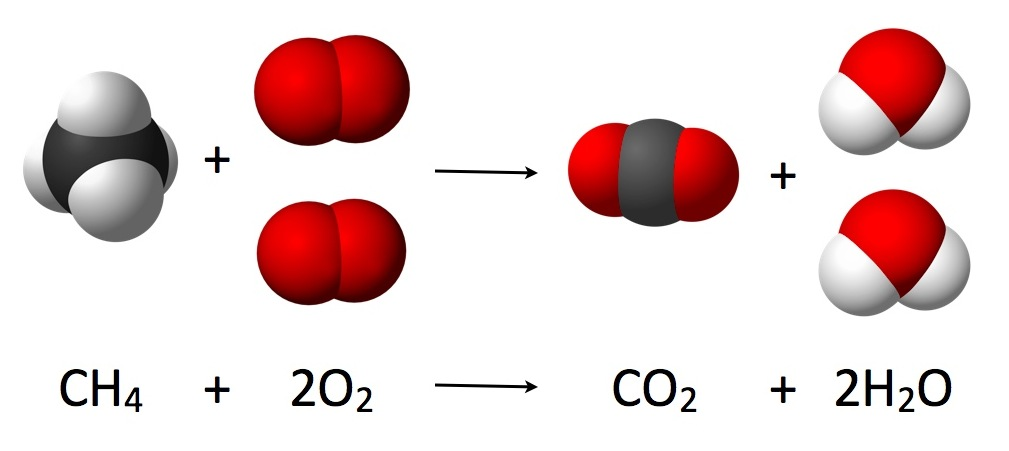
توضيح لمبدأ حفظ الكتلة في تفاعل كيميائي بين غاز الميثان والأكسجين. حيث يُلاحظ أن عدد ذرات الأكسجين (باللون الأحمر) وعدد ذرات الهيدروجين (باللون الفضي) متساوي قبل وبعد التفاعل

اخترع ميكايل تسيفت طريقة التفريق اللوني، وهي تقنية تحليلية مهمة.
1904
اقترح هانتارو ناغاوكا شكل النموذج الأولي للذرة، حيث تدور الإلكترونات حول نواة ضخمة كثيفة.
1905
طوَّر فريتز هابر وكارل بوش عملية هابر لإنتاج الأمونيا من عناصرها، وهي طريقة أحدثت ثورة في الكيمياء الصناعية لكنها أدت إلى عواقب وخيمة على الزراعة.
1905

شرح ألبرت أينشتاين الحركة البراونية بطريقة تثبت بشكل قاطع النظرية الذرية.
1907

الشكل الحديث للجدول الدوري

اخترع ليو بيكلاند (الباكليت)، وهو واحد من أولى اللدائن الناجحة تجاريًا.
1909
قاس روبرت ميليكان شحنة الإلكترونات الفردية بدقة متناهية من خلال تجربة قطرة الزيت، حيث أثبت أن جميع الإلكترونات لها نفس الشحنة والكتلة.
1909
أوجد سورين سورينسن مفهوم الأس الهيدروجيني وطوَّر طرقًا لقياس الحموضة.
1911

اقترح أنطونيوس فان دن بروك فكرة أنه من الأفضل ترتيب العناصر الموجودة في الجدول الدوري بواسطة الشحنة النووية الموجبة بدلاً من الوزن الذري.
1911

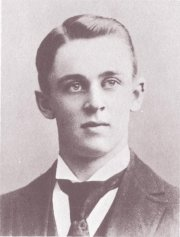
روبرت أ. ميليكان الذي أجرى تجربة قطرة الزيت.

عُقد مؤتمر سولفاي الأول في بروكسل الذي حضره كبار علماء الكيمياء وأبرزهم. استمر عقد المؤتمرات في الفيزياء والكيمياء بشكل دوري منذ تلك السنة وحتى يومنا هذا.
1911
أجرى كل من إرنست رذرفورد وهانس غايغر وإرنست مارسدن (تجربة رقائق الذهب)، والتي أثبتت شكل النموذج النووي للذرة، مع نواة صغيرة كثيفة موجبة، محاطة بسحابة إلكترونية (مدار ذري).
1912
اقترح كل من ويليام هنري براغ وويليام لورانس براغ ما يسمى بـ (قانون براج)، ووضعا الأساس لـ أسلوب دراسة البلورات بالأشعة السينية، وهي وسلة مهمة لتوضيح التركيب البلوري للمواد.
1912

طوَّر بيتر ديباي مفهوم ثنائي القطب الجزيئي لوصف توزيع الشحنة غير المتماثل في بعض الجزيئات.
1913

نموذج للذرة، كما تصوره جوزيف جون طومسون

ربط نيلز بور مفاهيم ميكانيكا الكم مع التركيب الذري للعنصر من خلال ما يعرف الآن بنموذج بوهر للذرة، حيث توجد الإلكترونات فقط في مدارات محددة بدقة.
1913
قدَّم هنري موزلي (اعتمادًا على أفكار أنطونيوس فان دن بروك السابقة) مفهوم العدد الذري لإصلاح أوجه القصور في الجدول الدوري لمندليف، والذي كان قائمًا على الوزن الذري.
1913
اقترح فريدريك سودي مفهوم النظائر، أي العناصر التي لها نفس الخصائص الكيميائية ولها أوزان ذرية مختلفة.
1913

توسَّع جوزيف جون طومسون في أعمال فلهلم فيين، وأوضح أن الجسيمات المشحونة يمكن فصلها عن طريق نسبة الكتلة إلى الشحنة، وهي تقنية تُعرف باسم مطيافية الكتلة.
1916

نموذج نيلز بور للذرة حيث تدور الإلكترونات في مدارات ثابته حول نواة الذرة

نشر جيلبرت نيوتن لويس كتاب (الذرة والجزيء)، وهو أساس نظرية رابطة التكافؤ.
1921
وضع أوتو شتيرن ووالتر كيرلاخ مفهوم الدوران الميكانيكي الكمومي في الجسيمات دون الذرية.
1923
نشر جيلبرت نيوتن لويس ومرلي راندال كتاب (الديناميكا الحرارية والطاقة الحرة للمواد الكيميائية)، وهي أوَّل دراسة حديثة عن الديناميكا الحرارية الكيميائية.
1923
طوَّر جيلبرت نيوتن لويس نظرية الإلكترونات الزوجية لشرح تفاعلات الحمض مع القاعدة.
1924

قدَّم لويس دي بروي النموذج الموجي للبنية الذرية، بناءًا على مفهوم ازدواجية الموجة والجسيم.
1925

الرابطة التساهمية في غاز الهيدروجين حيث تتشارك ذرتا هيدروجين بإلكترونين.

طوَّر فولفغانغ باولي (مبدأ الاستبعاد)، والذي ينص على أنه لا يمكن أن يوجد إلكترونين حول نواة واحدة ويكون لهما نفس الحالة الكمومية، كما هو موصوف بأعداد الكم الأربعة.
1926
اقترح إرفين شرودنغر (معادلة شرودنغر)، التي توفِّر أساسًا رياضيًا للنموذج الموجي للبنية الذرية.
1927
طوَّر فيرنر هايزنبرغ ما يسمى بـ مبدأ الريبة الذي يشرح (بالإضافة لأمور أخرى) ميكانيكا حركة الإلكترون حول النواة.
1927
طبَّق فريتز لندن وفالتر هيتلر مبدأ ميكانيكا الكم لشرح الرابطة التساهمية في جزيء الهيدروجين، وهو ما أدى إلى ولادة علم كيمياء الكم.
1929

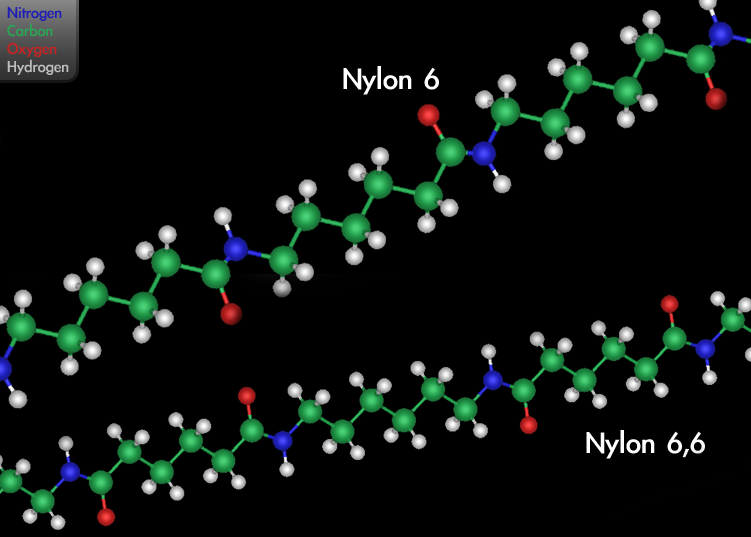
نموذج لـ شكلين شائعين من النايلون

نشر لينوس باولنج قواعد باولينج [الإنجليزية]، وهي مبادئ أساسية لاستخدام علم دراسة البلورات بالأشعة السينية لاستنتاج شكل بنية الجزيئات.
1931
اقترح إريك هوكل ما يسمى بـ قاعدة هوكل، التي تشرح متى تَكونُ للجزيئات الحلقية خصائص عطرية.
1931
اكتشف هارولد يوري عنصر الديوتيريوم عن طريق التقطير الجزئي للهيدروجين السائل.
1932

اكتشف جيمس تشادويك (النيوترون).
1932-1934

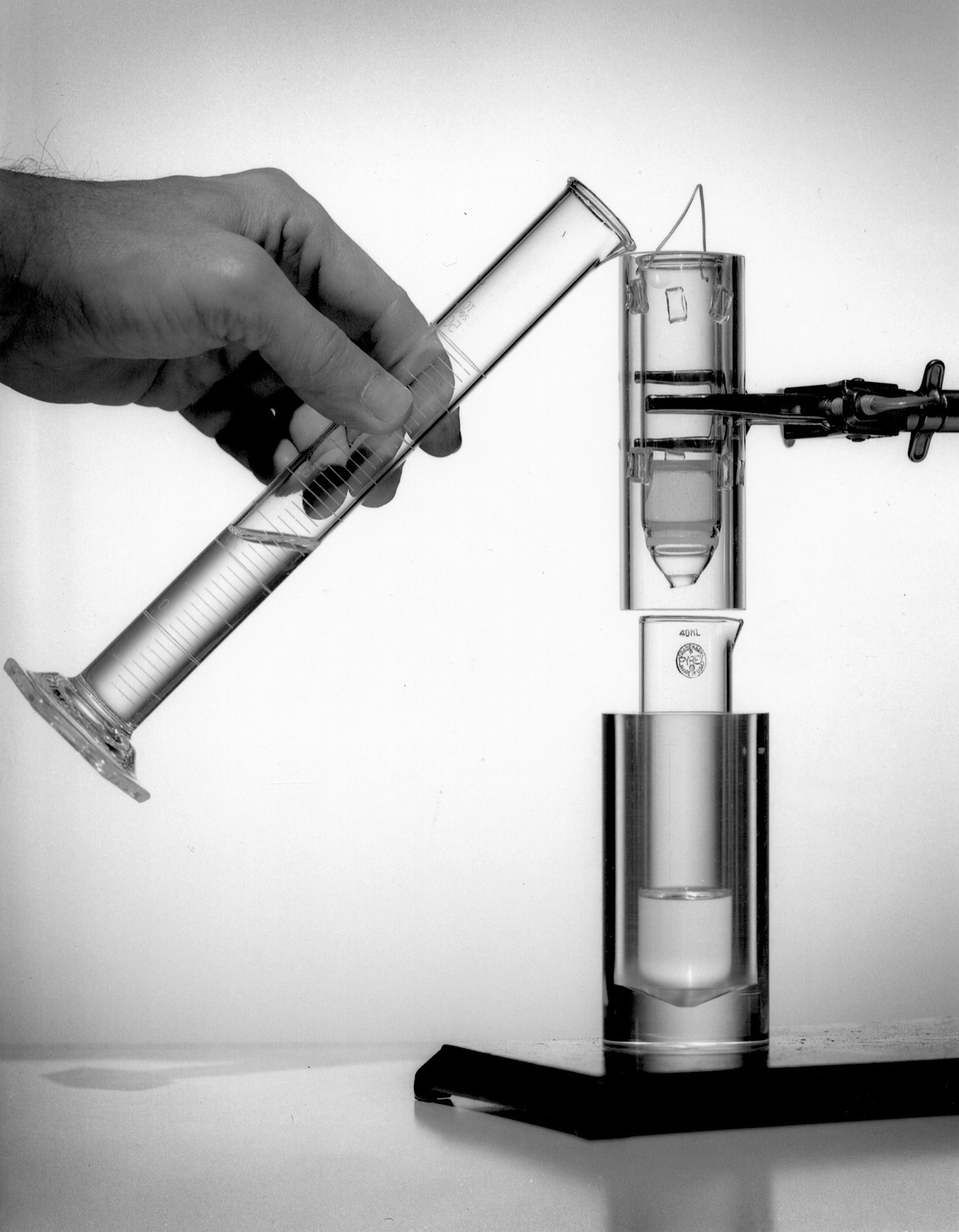
الجهاز الأول الذي استخدم لتصنيع عنصر التكنيشيوم الذي استخدم فيه أيون البيرتكنيشات

تمكّن لينوس باولنغ وروبرت موليكن من قياس الكهرسلبية، وابتكرا المقاييس التي لا زالت تحمل اسميهما حتى اليوم.
1935
قاد والاس هيوم كاروثرز فريقًا من الكيميائيين في شركة دو بونت وصنعوا النايلون، وهو أحد أكثر البوليمرات الاصطناعية التي حققت نجاحًا تجاريًا في التاريخ.
1937
أنجز كارلو بيرير وإميليو سيغري أول تصنيعٍ ناجح ومؤكد لعنصر التكنيشيوم (أول عنصر مُنتَج صناعياً) لملء فراغ في الجدول الدوري. على الرغم من وجود جدل في الوسط العلمي بأن هذا العنصر قد يكون صُنع في وقتٍ مبكر من عام 1925 من قبل والتر نوداك وآخرين.
1937
طور يوجين هودري [الإنجليزية] طريقة لتفكيك البترول على نطاق صناعي، مما أدى إلى تطوير أول مصفاة نفط حديثة.
1937

أنتج كل من بيوتر كابيتسا وجون الين [الإنجليزية] ودون ميسينر [الإنجليزية] غاز الهيليوم فائق البرودة، وهو أول سائل فائق البرودة له درجة لزوجة تساوي صفر.
1938

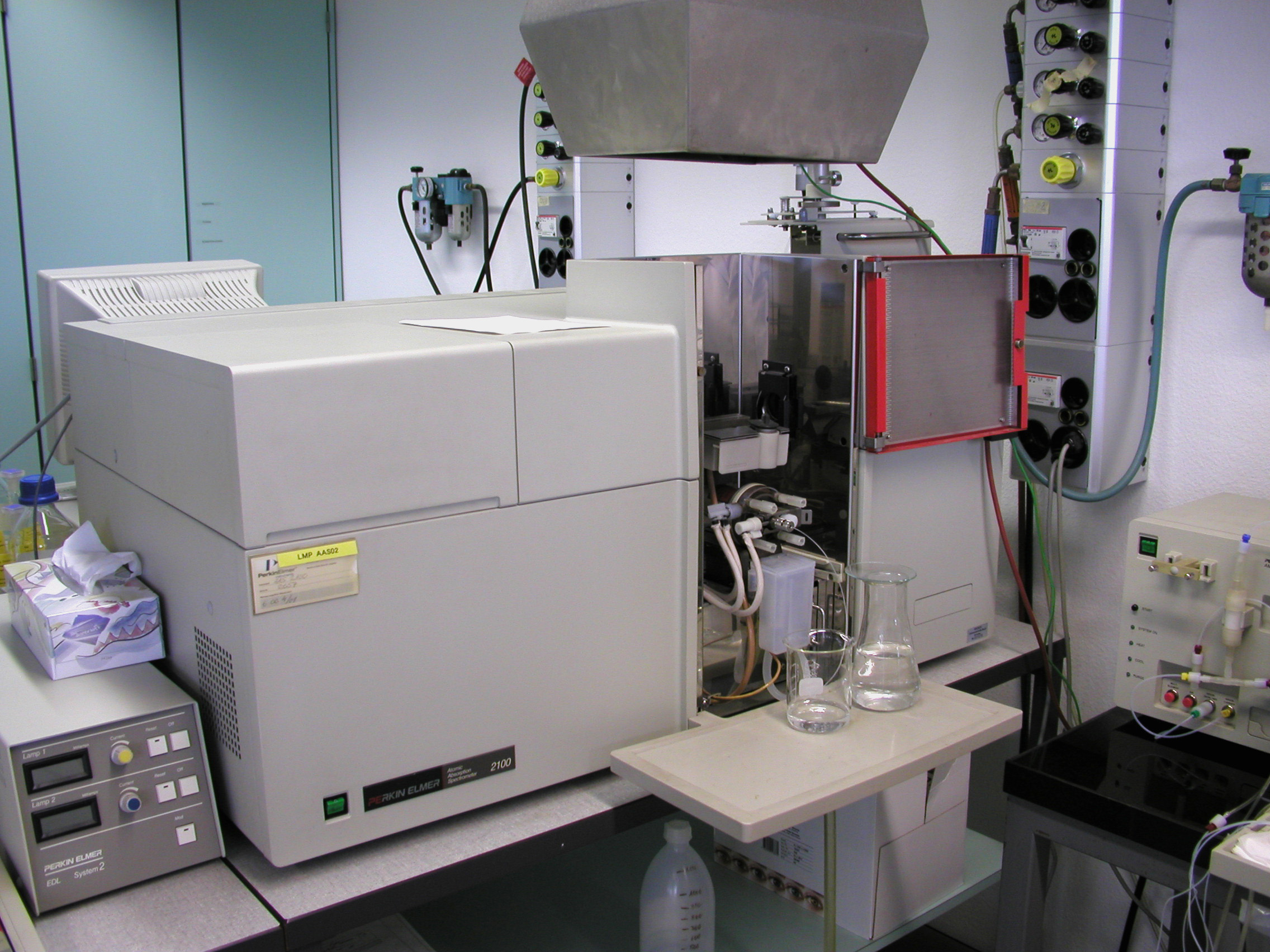
جهاز قياس مطيافية الامتصاص الذري

اكتشف أوتو هان عملية الانشطار النووي في اليورانيوم والثوريوم.
1939
نشر لينوس باولنغ كتاب (طبيعة الروابط الكيميائية)، وهو تجميع لعقود من العمل على الترابط الكيميائي. ويعتبر من أهم النصوص الكيميائية الحديثة. يحتوي الكتاب على شرح لـ التهجين المداري والروابط التساهمية والرابطة الأيونية باستخدام مفهوم الكهرسلبية، وطريقة استخدام الرنين لشرح بنية ذرة البنزين.
1940

اكتشف إدوين ماكميلان وفيليب هـ. أبيلسون (النبتونيوم)، وهو أول وأخف عنصر مركب من عنصر ما بعد اليورانيوم وُجد في منتجات انشطار اليورانيوم. وجد ماكميلان مختبرًا في جامعة كاليفورنيا وهو ما ساهم في اكتشاف العديد من العناصر والنظائر الجديدة.
1941

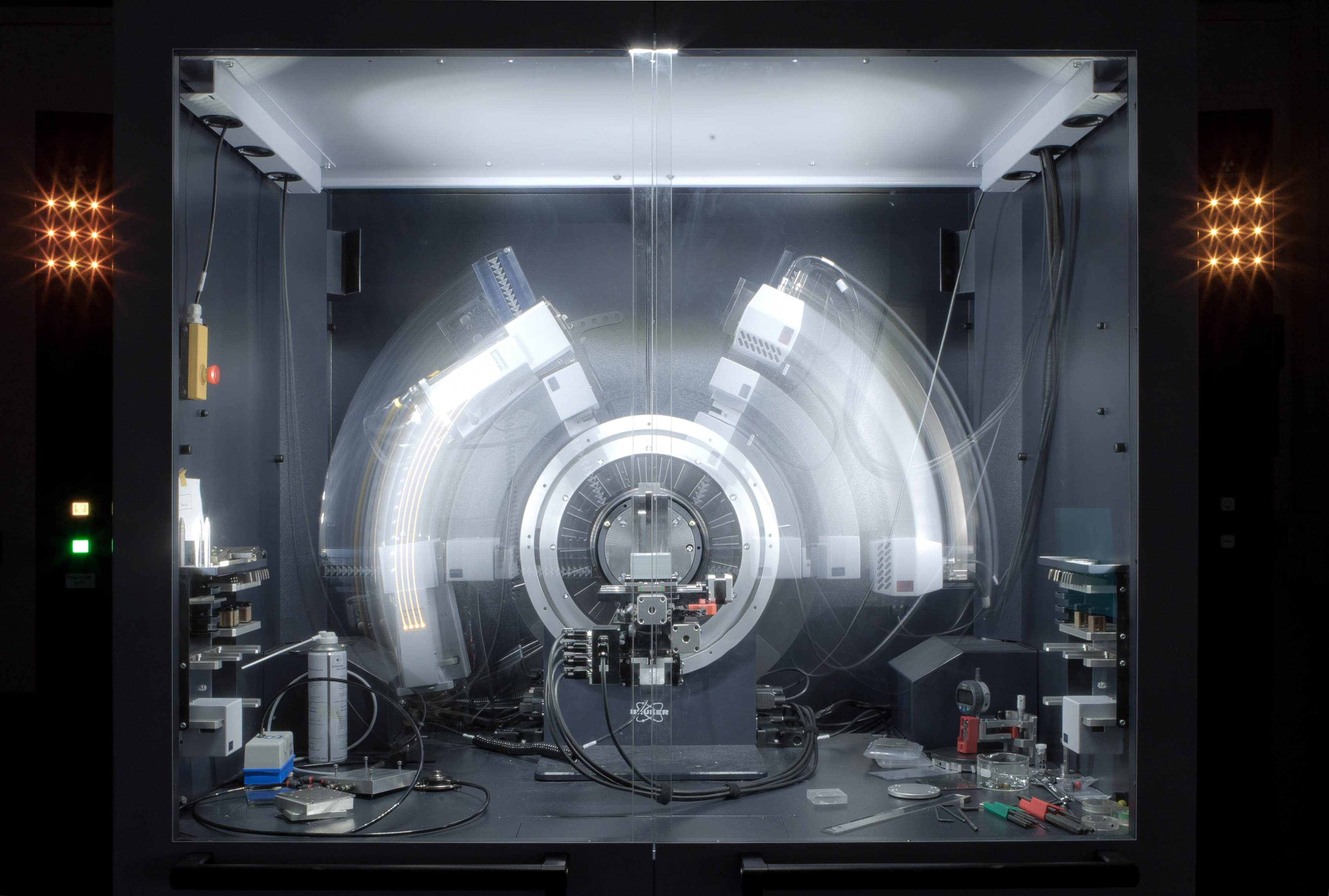
مقياس حيود الأشعة السينية أثناء العمل

طوَّر غلين سيبورغ أعمال إدوين ماكميلان وأنشأ نوى ذرية جديدة. وهي طريقة رائدة في التقاط النيوترونات واستخدمت لاحقًا من خلال تفاعلات نووية أخرى. يعتبر غلين سيبورغ الباحث الرئيسي (أو المشارك) في اكتشاف تسعة عناصر كيميائية جديدة، وعشرات النظائر الجديدة للعناصر الموجودة.
1945
أجرى كل من جاكوب مارينسكي [الإنجليزية] و لورانس جليندينين [الإنجليزية] وتشارلز كوريل أول تجربة مُؤكدة لتصنيع البروميثيوم، وملء آخر فراغ في الجدول الدوري.
1945-1946
طوَّر فيليكس بلوخ وإدوارد ميلز بورسيل طريقة الرنين المغناطيسي النووي، وهي تقنية تحليلية مهمة في توضيح بنية الجزيئات، وخاصة في الكيمياء العضوية.
1951
استخدم لينوس باولنغ علم دراسة البلورات بالأشعة السينية لاستنتاج البنية الجزيئية الحيوية للبروتينات.
1952
يعتبر آلان والش رائدًا في مجال مطيافية الامتصاص الذري، وهو أسلوب كمي هام في التحليل الطيفي يسمح للمرء بقياس تركيزات مُعيَّنة من مادة في خليط.
1952
اكتشف روبرت وودورد وجوفري ولكنسون وإرنست فيشر بنية الفيروسين، وهو أحد الاكتشافات الأساسية في مجال الكيمياء العضوية الفلزية.
1953
اقترح جيمس واتسون وفرنسيس كريك بُنية الحمض النووي، مما فتح المجال لنشوء علم الأحياء الجزيئي.
1957

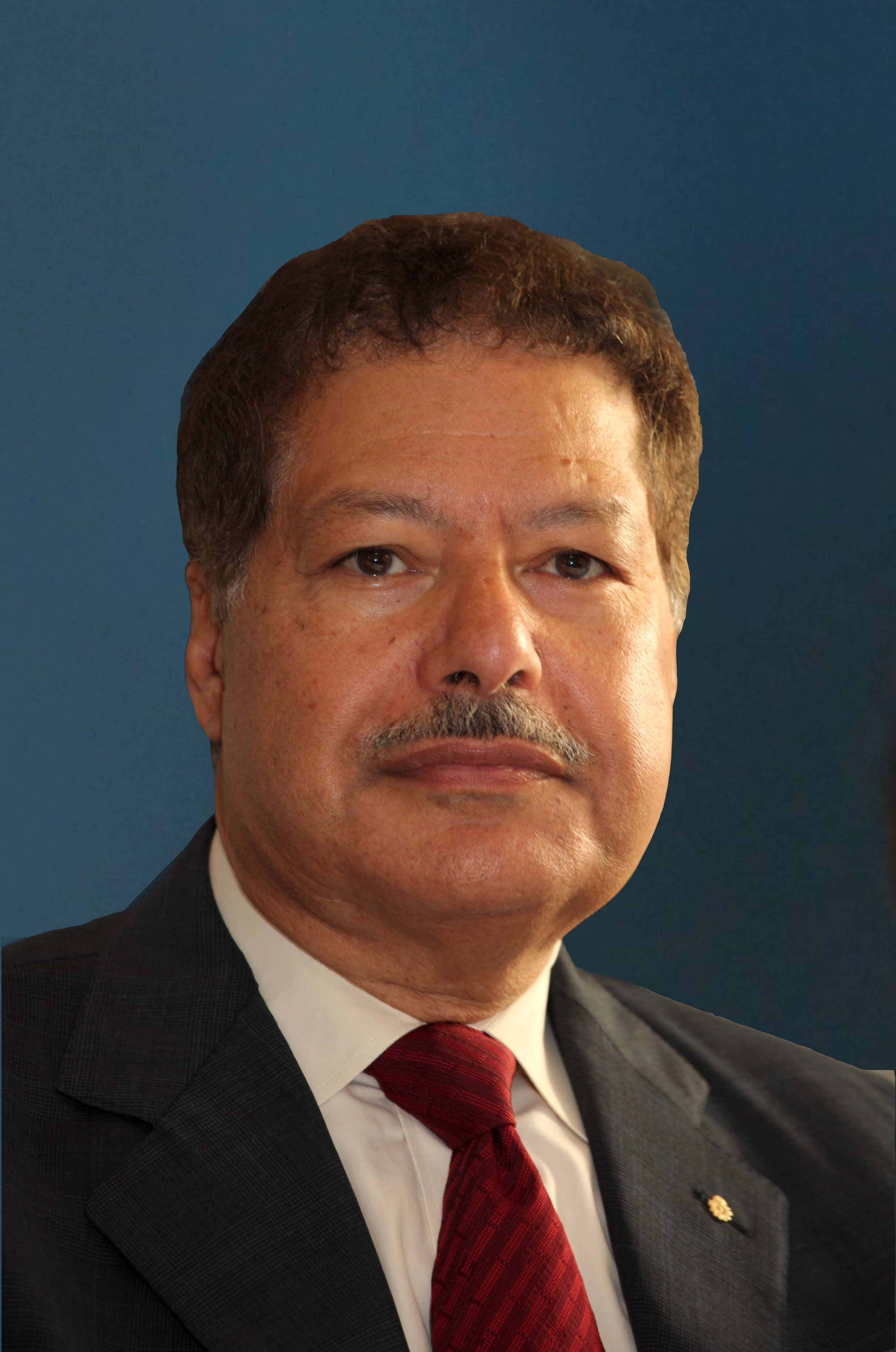
أحمد زويل - أول عالم عربي يفوز بجائزة نوبل في الكيمياء

اكتشف ينز سكو (مضخة الصوديوم والبوتاسيوم)، وهو أول إنزيم ناقل للأيونات.
1958
استخدم ماكس بيروتس وجون كندرو علم دراسة البلورات بالأشعة السينية لتوضيح بنية البروتين، وتحديدًا الميوغلوبين في حيوان حوت العنبر.
1962
صنع نيل بارتليت مركب سداسي فلوروبلاتينات الزينون، موضحًا لأول مرة أنَّ الغازات النبيلة يمكن أن تُشكِّل مركبات كيميائية.
1962
لاحظ جورج أولاه ظهور الكاتيون الكربوني أولاً من خلال التفاعلات فائقة الحموضة.
1964
أجرى ريتشارد إرنست مجموعة تجارب أدت لاحقًا إلى تطوير تقنية تحويل فورييه. ساهمت هذه التقنية في تطوَّر التصوير بالرنين المغناطيسي.
1965

وضع روبرت بيرنز ورولد هوفمان ما يسمى بـ (قواعد وودوارد-هوفمان [الإنجليزية])، التي تستخدم تناظر المدارات الجزيئية لشرح الكيمياء الفراغية للتفاعلات الكيميائية.
1966

صورة توضح عملية الترابط الأيوني بين الصوديوم (Na) والكلور (Cl) لتكوين كلوريد الصوديوم، أو ملح الطعام الشائع.

اكتشف كل من هيتوشي نوزاكي [الإنجليزية] وريوجي نويوري أول مثال على التخليق الانتقائي التماثلي (الهدرجة) باستخدام مركب معدني إنتقالي يدوي محدد هيكليًا بشكل جيد.
1970
طوَّر جون بوبل (برنامج غاوسي [الإنجليزية]) وهو برنامج كومبيوتر سهَّل بشكل كبير الكيمياء الحاسوبية.
1971
قدَّم إيف شوفان شرحًا لآلية التفاعل الكيميائي للأولفين.
1975

اكتشف كارل باري شاربلس تفاعلات الأكسدة الانتقائية الفراغية بما في ذلك تفاعل شاربلس ايبوكسيد [الإنجليزية]، تفاعل شاربلس ثنائي هيدروكسيل غير متماثل، تفاعل شاربلس لإضافة الأمين الأكسجينية.
1985

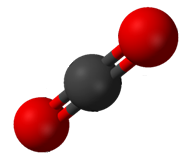
الروابط الكيميائية في ذرة ثاني أكسيد الكربون CO2 حيث يشير اللون الأحمر لذرات الأكسجين

اكتشف كل من هارولد كروتو وروبرت كيرل وريتشارد سمولي (الفوليرين)، وهو نوع من جزيئات الكربون الكبيرة تشبه القبة الجيوديسية التي صممها المهندس المعماري ر.بكمينستر فولر.
1991
استخدم سيومو ليجيما [الإنجليزية] المجهر الإلكتروني لاكتشاف نوعٍ من الفوليرين الأسطواني المعروف باسم أنبوب الكربون النانوي، على الرغم من وجود محاولات سابقة في هذا المجال منذ عام 1951. هذه المادة هي عنصر مهم في مجال تكنولوجيا النانو.
1994
إنتاج أول مركب من التاكسول (باكليتاكسيل) بواسطة روبرت هولتون وفريقُه العلمي.
1995
أنتج كل من إيريك كورنيل وكارل ويمان (تكاثف بوز-أينشتاين)، وهي مادة تُظهر خصائص ميكانيكا الكم على مقياسٍ يُرى بالعين المجردة.
1999
حصل أحمد زويل على جائزة نوبل في الكيمياء عن اختراعه لكاميرا لتحليل الطيف تعمل بسرعة الفيمتوثانية (Femtosecond Spectroscopy)، ودراسته للتفاعلات الكيميائية باستخدامها، ليصبح بذلك أول عالم عربي مصري يفوز بجائزة نوبل في الكيمياء.
2009
اكتشاف عنصر التينيسين، العنصر رقم 117 في الجدول الدوري.

## اقرأ أيضًا
- الخيمياء والكيمياء في عصر الحضارة الإسلامية

### باللغة العربية
1. ↑  روحي الخالدي (2014). الكيمياء عند العرب. القاهرة: مؤسسة هنداوي. ص. 22. ISBN:978-1-5273-0767-4. QID:Q118628549.
2. ↑  صبري الدمرداش. قطوف من سير العلماء. ص. 3/83.
3. ↑  علي عبد الله الدفاع. العلوم البحتة في الحضارة العربية والإسلامية. ص. 391.
4. ↑  الاتحاد, صحيفة (7 Oct 2010). "عز الدين الجلدكي.. رائد الكيمياء وعلم النبات". صحيفة الاتحاد (بar-AR). Archived from the original on 2020-12-21. Retrieved 2020-12-21.{{استشهاد ويب}}:  صيانة الاستشهاد: لغة غير مدعومة (link)

### بلغات أجنبية
1. ↑  "Timeline_of_chemistry". www.chemeurope.com (بالإنجليزية). Archived from the original on 2020-08-10. Retrieved 2020-12-25.
2. ↑  Griffiths, J. Gwyn (1955/11). "The Orders of Gods in Greece and Egypt (According to Herodotus)". The Journal of Hellenic Studies (بالإنجليزية). 75: 21–23. DOI:10.2307/629164. ISSN:2041-4099. Archived from the original on 2020-12-15. {{استشهاد بدورية محكمة}}: تحقق من التاريخ في: |تاريخ= (help)
3. ↑  Richardson، Darlene S. (1992-08). "Women in Science: 5000 Years of Obstacles and Achievements". Bulletin of Science, Technology & Society. ج. 12 ع. 4–5: 187–191. DOI:10.1177/027046769201200401. ISSN:0270-4676. مؤرشف من الأصل في 15 ديسمبر 2020. {{استشهاد بدورية محكمة}}: تحقق من التاريخ في: |تاريخ= (مساعدة)
4. 1 2  Parry, Richard (2005-03-04). "Empedocles". Stanford Encyclopedia of Philosophy. Metaphysics Research Lab, CSLI, Stanford University. Retrieved 2007-03-11.
5. ↑  Aristotle: De Anima. Oxford University Press. 1 يناير 1961. ISBN:978-0-19-814155-6. مؤرشف من الأصل في 2020-12-15.
6. ↑  World of the Elements. Weinheim, Germany: Wiley-VCH Verlag GmbH & Co. KGaA. 18 سبتمبر 2007. ص. 98–98. ISBN:978-3-527-61157-7. مؤرشف من الأصل في 2020-12-15.
7. ↑  Sedley, David (2004-08-04). "Lucretius". Stanford Encyclopedia of Philosophy. Metaphysics Research Lab, CSLI, Stanford University. Retrieved 2007-03-11.
8. 1 2  Mendeleyev's dream: the quest for the elements (ط. Berkley trade pbk. ed). New York: Berkley Books. 2002. ISBN:0-425-18467-6. OCLC:49225895. مؤرشف من الأصل في 2020-12-15. {{استشهاد بكتاب}}: |طبعة= يحتوي على نص زائد (مساعدة)
9. ↑  Warren، John (2005-06). "War and the Cultural Heritage of Iraq: a sadly mismanaged affair". Third World Quarterly. ج. 26 ع. 4–5: 815–830. DOI:10.1080/01436590500128048. ISSN:0143-6597. مؤرشف من الأصل في 28 يوليو 2020. {{استشهاد بدورية محكمة}}: تحقق من التاريخ في: |تاريخ= (مساعدة)
10. ↑  HENRY MONMOUTH (1949). Torchbearers of Chemistry. Elsevier. ص. 98. ISBN:978-1-4831-9805-7. مؤرشف من الأصل في 2019-02-07.
11. ↑  The age of faith: a history of medieval civilization - Christian, Islamic, and Judaic - from Constantine to Dante, A.D. 325-1300. New York: Simon & Schuster. 1950. ISBN:0-671-01200-2. OCLC:769104576. مؤرشف من الأصل في 2020-12-27.
12. ↑  Welfare and Rational Care. Princeton: Princeton University Press. 31 ديسمبر 2002. ص. iv–vi. ISBN:978-1-4008-2532-5. مؤرشف من الأصل في 2020-12-21.
13. ↑  Lifelong Education for Adults. Elsevier. 1989. ص. 141–143. ISBN:978-0-08-030851-7. مؤرشف من الأصل في 2020-12-25.
14. ↑  Briffault، Robert (1 أبريل 2019). "Rational Evolution". DOI:10.4324/9780429059421. مؤرشف من الأصل في 2020-12-15. {{استشهاد بدورية محكمة}}: الاستشهاد بدورية محكمة يطلب |دورية محكمة= (مساعدة)
15. ↑  Marmura، Michael E. (1 أكتوبر 1965). "An Introduction to Islamic Cosmological Doctrines. Conceptions of Nature and Methods Used for Its Study by the Ikhwān Al-Ṣafā'an, Al-Bīrūnī, and Ibn Sīnā. Seyyed Hossein Nasr". Speculum. ج. 40 ع. 4: 744–746. DOI:10.2307/2851429. ISSN:0038-7134. مؤرشف من الأصل في 2020-11-21.
16. ↑  Forbes, Robert James (1970). A short history of the art of distillation: from the beginnings up to the death of Cellier Blumenthal. BRILL. p. 88. ISBN 978-90-04-00617-1. Retrieved 29 June 2010.
17. 1 2  Howland، A.C. (1913-03). "The Catholic Encyclopedia. Vols. XIII (pp. xv, 800) and XIV (pp. xv, 800). Price, $6.00 each. New York: Robert Appleton Company, 1912". The ANNALS of the American Academy of Political and Social Science. ج. 46 ع. 1: 206–208. DOI:10.1177/000271621304600140. ISSN:0002-7162. مؤرشف من الأصل في 26 أغسطس 2019. {{استشهاد بدورية محكمة}}: تحقق من التاريخ في: |تاريخ= (مساعدة)
18. ↑  Alchemy. New York. ISBN:0-486-26298-7. OCLC:21227089. مؤرشف من الأصل في 2020-12-15.
19. ↑  Norris، Pippa (2001). "US Campaign 2000: Of Pregnant Chads, Butterfly Ballots and Partisan Vitriol". SSRN Electronic Journal. DOI:10.2139/ssrn.257381. ISSN:1556-5068. مؤرشف من الأصل في 2020-12-15.
20. ↑  "Schrieffer, Prof. John Robert, (born 31 May 1931), University Professor, Florida State University, 1992 (Chief Scientist, National High Magnetic Field Laboratory, 1992–2004); University Eminent Scholar Professor, State of Florida University System, 1995". Who's Who. Oxford University Press. 1 ديسمبر 2007. مؤرشف من الأصل في 2020-12-15.
21. ↑  Nature's building blocks: an A-Z guide to the elements. Oxford: Oxford University Press. 2001. ISBN:0-19-850341-5. OCLC:46984609. مؤرشف من الأصل في 2020-12-15.
22. ↑  O'Connor, J. J.; Robertson, E. F. (2003). "Roger Bacon". MacTutor. School of Mathematics and Statistics University of St Andrews, Scotland. Retrieved 2007-03-12.
23. ↑  Stojanoski، Kiro؛ Zdravkovski، Zoran (1993-02). "On the Formation of Peptide Bonds". Journal of Chemical Education. ج. 70 ع. 2: 134. DOI:10.1021/ed070p134. ISSN:0021-9584. مؤرشف من الأصل في 25 أكتوبر 2019. {{استشهاد بدورية محكمة}}: تحقق من التاريخ في: |تاريخ= (مساعدة)
24. ↑  Nigel (23 سبتمبر 2004). Chisholm, Hugh (1866–1924), journalist and editor of the Encyclopaedia Britannica. Oxford Dictionary of National Biography. Oxford University Press. مؤرشف من الأصل في 2019-04-19.
25. ↑  "Special Collections Digital File on the CSS Alabama, Special Collections Library, University of Alabama". The SHAFR Guide Online. مؤرشف من الأصل في 2020-12-15. اطلع عليه بتاريخ 2020-12-15.
26. ↑  Asarnow, Herman (2005-08-08). "Sir Francis Bacon: Empiricism". An Image-Oriented Introduction to Backgrounds for English Renaissance Literature. University of Portland. Archived from the original on 2007-02-01. Retrieved 2007-02-22.
27. ↑  "Sedziwój, Michal". infopoland: Poland on the Web. University at Buffalo. Archived from the original on 2006-09-02. Retrieved 2007-02-22.
28. ↑  Crosland, M.P. (1959-06). "The use of diagrams as chemical 'equations' in the lecture notes of William Cullen and Joseph Black". Annals of Science (بالإنجليزية). 15 (2): 75–90. DOI:10.1080/00033795900200088. ISSN:0003-3790. Archived from the original on 15 ديسمبر 2020. {{استشهاد بدورية محكمة}}: تحقق من التاريخ في: |تاريخ= (help)
29. ↑  "Johann Baptista van Helmont". History of Gas Chemistry. Center for Microscale Gas Chemistry, Creighton University. 2005-09-25. Retrieved 2007-02-23.
30. 1 2  "Robert Boyle". Chemical Achievers: The Human Face of Chemical Sciences. Chemical Heritage Foundation. 2005.
31. ↑  Wang, Shijie (2006). "Cobalt—Its recovery, recycling, and application". Journal of the Minerals, Metals and Materials Society. 58 (10): 47–50. Bibcode:2006JOM....58j..47W. doi:10.1007/s11837-006-0201-y.
32. ↑  Cooper, Alan (1999). "Joseph Black". History of Glasgow University Chemistry Department. University of Glasgow Department of Chemistry. Archived from the original on 2006-04-10. Retrieved 2006-02-23.
33. ↑  Seyferth, Dietmar (2001-04). "Cadet's Fuming Arsenical Liquid and the Cacodyl Compounds of Bunsen". Organometallics (بالإنجليزية). 20 (8): 1488–1498. DOI:10.1021/om0101947. ISSN:0276-7333. Archived from the original on 2020-12-08. {{استشهاد بدورية محكمة}}: تحقق من التاريخ في: |تاريخ= (help)
34. ↑  Partington, J.R. (1989). A Short History of Chemistry. Dover Publications, Inc. ISBN 978-0-486-65977-0.
35. ↑  Cavendish, Henry (1766). "Three Papers Containing Experiments on Factitious Air, by the Hon. Henry Cavendish". Philosophical Transactions. The University Press. 56: 141–184. Bibcode:1766RSPT...56..141C. doi:10.1098/rstl.1766.0019. Retrieved 6 November 2007.
36. ↑  "Carl Wilhelm Scheele". History of Gas Chemistry. Center for Microscale Gas Chemistry, Creighton University. 2005-09-11. Retrieved 2007-02-23.
37. 1 2 3  Weisstein، Eric W. (12 ديسمبر 2002). "CRC Concise Encyclopedia of Mathematics". DOI:10.1201/9781420035223. مؤرشف من الأصل في 2020-03-13. {{استشهاد بدورية محكمة}}: الاستشهاد بدورية محكمة يطلب |دورية محكمة= (مساعدة)
38. 1 2  Weisstein, Eric W. (1996). "Lavoisier, Antoine (1743–1794)". Eric Weisstein's World of Scientific Biography. Wolfram Research Products. Retrieved 2007-02-23.
39. ↑  "Jacques Alexandre César Charles". Centennial of Flight. U.S. Centennial of Flight Commission. 2001. Archived from the original on 2007-02-24. Retrieved 2007-02-23.
40. ↑  Burns, Ralph A. (1999). Fundamentals of Chemistry. Prentice Hall. p. 32. ISBN 978-0-02-317351-6.
41. ↑  Proust, Joseph Louis (1754–1826)". 100 Distinguished Chemists. European Association for Chemical and Molecular Science. 2005. Archived from the original on 2008-05-15. Retrieved 2007-02-23.
42. ↑  "Inventor Alessandro Volta Biography". The Great Idea Finder. The Great Idea Finder. 2005. Retrieved 2007-02-23.
43. 1 2 3 4 5 6 7 8 9  "Chemical achievers: the human face of the chemical sciences". Choice Reviews Online. ج. 35 ع. 08: 35–4500-35-4500. 1 أبريل 1998. DOI:10.5860/choice.35-4500. ISSN:0009-4978. مؤرشف من الأصل في 2020-04-06.
44. ↑  "Chemical Heritage Foundation". Hawley's Condensed Chemical Dictionary. Hoboken, NJ, USA: John Wiley & Sons, Inc. 15 مارس 2007. ISBN:0-470-11473-8. مؤرشف من الأصل في 2021-01-02.
45. ↑  "2008–2009 Congressional Science Fellow" (PDF). GSA Today. ج. 17 ع. 12: 16. 2007. DOI:10.1130/1052-5173(2007)17[16b:csf]2.0.co;2. ISSN:1052-5173. مؤرشف من الأصل في 2018-06-01.
46. ↑  December 6 Births". Today in Science History. Today in Science History. 2007. Retrieved 2007-03-12.
47. ↑  "Michael Faraday". Famous Physicists and Astronomers. Retrieved 2007-03-12.
48. 1 2 3  "Liebig, Justus Von". Hawley's Condensed Chemical Dictionary. Hoboken, NJ, USA: John Wiley & Sons, Inc. 15 مارس 2007. ISBN:0-470-11473-8. مؤرشف من الأصل في 2020-12-23.
49. ↑  "William Prout". Archived from the original on 2007-09-26. Retrieved 2007-03-12.
50. ↑  McGrady، C. (1 أبريل 2007). "Pia Lindman's New York Times 09/02-09/03". Radical History Review. ج. 2007 ع. 98: 179–190. DOI:10.1215/01636545-2006-033. ISSN:0163-6545. مؤرشف من الأصل في 2020-05-22.
51. ↑  "European Association for Chemical and Molecular Sciences". Journal of Analytical Chemistry. ج. 60 ع. 11: 1095–1095. 2005-11. DOI:10.1007/s10809-005-0247-y. ISSN:1061-9348. مؤرشف من الأصل في 6 يونيو 2018. {{استشهاد بدورية محكمة}}: تحقق من التاريخ في: |تاريخ= (مساعدة)
52. ↑  "IJHG-07-0-000-000-2007-Contents". INTERNATIONAL JOURNAL OF HUMAN GENETICS. ج. 07 ع. 03. 8 يونيو 2007. DOI:10.31901/24566330.2007/07.03. ISSN:0972-3757. مؤرشف من الأصل في 2020-12-24. اطلع عليه بتاريخ 2020-12-19.
53. ↑  Encyclopedic Dictionary of Polymers. New York, NY: Springer New York. 2007. ص. 96–97. ISBN:978-0-387-31021-3. مؤرشف من الأصل في 2018-06-08.
54. ↑  George E. (2000-02). Silliman, Benjamin, Jr. (1816-1885), chemist. American National Biography Online. Oxford University Press. مؤرشف من الأصل في 3 يونيو 2018. {{استشهاد بكتاب}}: تحقق من التاريخ في: |تاريخ= (مساعدة)
55. 1 2  Reinhard Kekulé von (31 يناير 1906). Die griechische Skulptur. Berlin, New York: DE GRUYTER. ISBN:978-3-11-133911-5. مؤرشف من الأصل في 2018-06-23.
56. ↑  K. Macnamara، Cicely؛ A. J. Chaplain، Mark (2017). "Spatio-temporal models of synthetic genetic oscillators". Mathematical Biosciences and Engineering. ج. 14 ع. 1: 249–262. DOI:10.3934/mbe.2017016. ISSN:1551-0018. مؤرشف من الأصل في 2020-12-23.
57. ↑  Eric (12 ديسمبر 2019). The Periodic Table. Oxford University Press. ISBN:978-0-19-091436-3. مؤرشف من الأصل في 2020-12-21.
58. ↑  Parkes, Alexander (1813–1890). Oxford Dictionary of National Biography. Oxford University Press. 28 نوفمبر 2017. مؤرشف من الأصل في 2018-06-03.
59. 1 2 3  Paul (5 أبريل 2018). Mendeleev to Oganesson. Oxford University Press. ISBN:978-0-19-066853-2. مؤرشف من الأصل في 2020-12-24.
60. ↑  M. (1861). Oversigt af Norges echinodermer / ved dr. Michael Sars. Udgiven af Videnskabsselskabet i Christiania. Christiania:: Trykt i Brøgger & Christie's bogtrykkerie, i commission hos J. Dybwad,. مؤرشف من الأصل في 2020-04-06.{{استشهاد بكتاب}}:  صيانة الاستشهاد: علامات ترقيم زائدة (link)
61. ↑  "No. 1858: Johann Josef Loschmidt". uh.edu. مؤرشف من الأصل في 2020-03-18. اطلع عليه بتاريخ 2020-12-25.
62. 1 2 3 4 5 6 7 8  Grünewald، H. (7 يناير 1968). "Nobel Lectures Chemistry 1901–1921 und 1922–1941. Herausgeg. von der Nobel Foundation. Elsevier Publishing Company, Amsterdam-London-New York 1966. Band 1901–1921: XII, 409 S., mehrere Abb., geb. Dfl. 80-; Band 11922–1941: 536 S., mehrere Abb., geb. Dfl. 80.-". Angewandte Chemie. ج. 80 ع. 1: 52–52. DOI:10.1002/ange.19680800127. ISSN:0044-8249. مؤرشف من الأصل في 2020-04-07.
63. ↑  "Jacobus Henricus van't Hoff". Chemical Achievers: The Human Face of Chemical Sciences. Chemical Heritage Foundation. 2005.
64. ↑  "THE JOSIAH WILLARD GIBBS LECTURESHIP". School Science and Mathematics. ج. 23 ع. 8: 793–798. 1923-11. DOI:10.1111/j.1949-8594.1923.tb07404.x. ISSN:0036-6803. مؤرشف من الأصل في 2 يناير 2021. {{استشهاد بدورية محكمة}}: تحقق من التاريخ في: |تاريخ= (مساعدة)
65. ↑  "Arrhenius, Svante". Hawley's Condensed Chemical Dictionary. Hoboken, NJ, USA: John Wiley & Sons, Inc. 15 مارس 2007. ISBN:0-470-11473-8. مؤرشف من الأصل في 2020-03-13.
66. ↑  Tammann، G. (1936-12). "Henry Louis Le Chatelier". Die Naturwissenschaften. ج. 24 ع. 49: 769–770. DOI:10.1007/bf01491945. ISSN:0028-1042. مؤرشف من الأصل في 13 مارس 2020. {{استشهاد بدورية محكمة}}: تحقق من التاريخ في: |تاريخ= (مساعدة)
67. ↑  OSTAPYUK، T.A.؛ YERMIYCHUK، I.M.؛ ZMIY، O.F.؛ OLEKSEYUK، I.D. (2009). "Phase equilibria in the quasiternary system Cu2Se–SnSe2–Sb2Se3" (PDF). Chemistry of Metals and Alloys. ج. 2 ع. 3/4: 164–169. DOI:10.30970/cma2.0100. ISSN:1998-8079. مؤرشف من الأصل (PDF) في 2020-03-13.
68. ↑  "Nobel lectures. Physiology or medicine, 1901–1929. Published for the Nobel Foundation. Pp. 561+xii. 1967. London: Elsevier Publishing Company. E9". British Journal of Surgery. ج. 55 ع. 2: 159–159. 1968-02. DOI:10.1002/bjs.1800550223. ISSN:0007-1323. مؤرشف من الأصل في 13 مارس 2020. {{استشهاد بدورية محكمة}}: تحقق من التاريخ في: |تاريخ= (مساعدة)
69. ↑  "Dickson, Henry Newton, (24 June 1866–2 April 1922), Assistant Editor of the Encyclopædia Britannica". Who Was Who. Oxford University Press. 1 ديسمبر 2007. مؤرشف من الأصل في 2020-03-13.
70. ↑  "Physics Time-Line 1900 to 1949". Weburbia.com. Archived from the original on 2007-04-30. Retrieved 2007-03-25.
71. ↑  Fritz Haber". Chemical Achievers: The Human Face of Chemical Sciences. Chemical Heritage Foundation. 2005.
72. ↑  Edward. Einstein Symposion Berlin. Berlin, Heidelberg: Springer Berlin Heidelberg. ص. 168–179. ISBN:978-3-540-09718-1. مؤرشف من الأصل في 2020-12-15.
73. ↑  "Leo Hendrik Baekeland". Chemical Achievers: The Human Face of Chemical Sciences. Chemical Heritage Foundation. 2005.
74. 1 2 3  Physics 1922–1941. Elsevier. 2013. ص. II. ISBN:978-1-4831-9745-6. مؤرشف من الأصل في 2020-12-15.
75. ↑  SZPIKOWSKI، S. (2002-04). "COMPETITION OF NEUTRON-NEUTRON (PROTON-PROTON) AND NEUTRON-PROTON PAIRING CORRELATIONS". Challenges of Nuclear Structure. WORLD SCIENTIFIC. DOI:10.1142/9789812778383_0030. ISBN:978-981-02-4725-6. مؤرشف من الأصل في 13 مارس 2020. {{استشهاد بدورية محكمة}}: تحقق من التاريخ في: |تاريخ= (مساعدة)
76. ↑  An Einstein Encyclopedia. Princeton University Press. 31 ديسمبر 2015. ص. 221–222. ISBN:978-1-4008-7336-4. مؤرشف من الأصل في 2020-04-06.
77. ↑  "The Nobel Prize in Physics 1915". Nobelprize.org. The Nobel Foundation. Retrieved 2007-02-28.
78. ↑  "Niels Bohr: The Nobel Prize in Physics 1922". Nobel Lectures, Chemistry 1922–1941. Elsevier Publishing Company. 1966. Retrieved 2007-03-25.
79. ↑  Weisstein, Eric W. (1996). "Moseley, Henry (1887–1915)". Eric Weisstein's World of Scientific Biography. Wolfram Research Products. Retrieved 2007-03-25.
80. ↑  "Frederick Soddy The Nobel Prize in Chemistry 1921". Nobel Lectures, Chemistry 1901–1921. Elsevier Publishing Company. 1966. Retrieved 2007-03-25.
81. ↑  "Early Mass Spectrometry". A History of Mass Spectrometry. Scripps Center for Mass Spectrometry. 2005. Archived from the original on 2007-03-03. Retrieved 2007-03-26.
82. 1 2  "Gilbert Newton Lewis and Irving Langmuir". Chemical Achievers: The Human Face of Chemical Sciences. Chemical Heritage Foundation. 2005.
83. ↑  "Electron Spin Resonance". 2007. DOI:10.1039/9781847557872. مؤرشف من الأصل في 2020-04-06. {{استشهاد بدورية محكمة}}: الاستشهاد بدورية محكمة يطلب |دورية محكمة= (مساعدة)
84. ↑  "Gilbert Newton Lewis and Irving Langmuir". Chemical Achievers: The Human Face of Chemical Sciences. Chemical Heritage Foundation. 2005.
85. 1 2  Birks، J B (1964-08). "Nobel Prize Lectures: Physics—1942–1962". Physics Bulletin. ج. 15 ع. 8: 205–205. DOI:10.1088/0031-9112/15/8/006. ISSN:0031-9112. مؤرشف من الأصل في 2 يناير 2021. {{استشهاد بدورية محكمة}}: تحقق من التاريخ في: |تاريخ= (مساعدة)
86. ↑  "Werner Heisenberg: The Nobel Prize in Physics 1932". Nobel Lectures, Physics 1922–1941. Elsevier Publishing Company. 1965. Retrieved 2007-02-28.
87. ↑  Ivor Grattan-Guinness. Companion Encyclopedia of the History and Philosophy of the Mathematical Sciences. Johns Hopkins University Press, 2003, p. 1266.; Jagdish Mehra, Helmut Rechenberg. The Historical Development of Quantum Theory. Springer, 2001, p. 540.
88. 1 2  "Linus Pauling: The Nobel Prize in Chemistry 1954". Nobel Lectures, Chemistry 1942–1962. Elsevier. 1964. Retrieved 2007-02-28.
89. 1 2  "Harold C. Urey: The Nobel Prize in Chemistry 1934". Nobel Lectures, Chemistry 1922–1941. Elsevier Publishing Company. 1965. Retrieved 2007-03-26.
90. ↑  "James Chadwick: The Nobel Prize in Physics 1935". Nobel Lectures, Physics 1922–1941. Elsevier Publishing Company. 1965. Retrieved 2007-02-28.
91. ↑  Jensen, William B. (2003). "Electronegativity from Avogadro to Pauling: II. Late Nineteenth- and Early Twentieth-Century Developments". Journal of Chemical Education. 80 (3): 279. Bibcode:2003JChEd..80..279J. doi:10.1021/ed080p279.
92. ↑  "Wallace Hume Carothers". Chemical Achievers: The Human Face of Chemical Sciences. Chemical Heritage Foundation. 2005.
93. ↑  "Eugene Houdry". Chemical Achievers: The Human Face of Chemical Sciences. Chemical Heritage Foundation. 2005.
94. ↑  "Pyotr Kapitsa: The Nobel Prize in Physics 1978". Les Prix Nobel, The Nobel Prizes 1991. Nobel Foundation. 1979. Retrieved 2007-03-26.
95. ↑  "Emilio Segrè: The Nobel Prize in Physics 1959". Nobel Lectures, Physics 1942–1962. Elsevier Publishing Company. 1965. Retrieved 2007-02-28.
96. ↑  Glenn Theodore Seaborg". Chemical Achievers: The Human Face of Chemical Sciences. Chemical Heritage Foundation. 2005.
97. ↑  Radioactivity. Elsevier. 2007. ص. 557. ISBN:978-0-444-52715-8. مؤرشف من الأصل في 2020-12-26.
98. ↑  "Nobel Prize in Physics". Physics Today. ج. 5 ع. 12: 22–22. 1952-12. DOI:10.1063/1.3067428. ISSN:0031-9228. مؤرشف من الأصل في 2 يناير 2021. {{استشهاد بدورية محكمة}}: تحقق من التاريخ في: |تاريخ= (مساعدة)
99. ↑  "Nobel Prize for Chemistry: Prof. Linus Pauling, For.Mem.R.S." Nature. ج. 174 ع. 4437: 907–908. 1954-11. DOI:10.1038/174907b0. ISSN:0028-0836. مؤرشف من الأصل في 6 أبريل 2020. {{استشهاد بدورية محكمة}}: تحقق من التاريخ في: |تاريخ= (مساعدة)
100. ↑  Hannaford، Peter (1 نوفمبر 1999). "Sir Alan Walsh. 19 December 1916-3 August 1998". Biographical Memoirs of Fellows of the Royal Society (1955-2000). ج. 46 ع. -1: 534–564. DOI:10.1098/rsbm.1999.0131. ISSN:0080-4606. مؤرشف من الأصل في 2020-12-09.
101. 1 2  Cornforth, Lord Todd, John; Cornforth, J.; T., A. R.; C., J. W. (November 1981). "Robert Burns Woodward. 10 April 1917-8 July 1979". Biographical Memoirs of Fellows of the Royal Society. 27 (6): 628–695. doi:10.1098/rsbm.1981.0025. JSTOR 198111. note: authorization required for web access.
102. ↑  "NOBEL PRIZE FOR MEDICINE". The Lancet. ج. 280 ع. 7261: 868. 1962-10. DOI:10.1016/s0140-6736(62)90639-6. ISSN:0140-6736. مؤرشف من الأصل في 25 ديسمبر 2020. {{استشهاد بدورية محكمة}}: تحقق من التاريخ في: |تاريخ= (مساعدة)
103. ↑  Skou, Jens (1957). "The influence of some cations on an adenosine triphosphatase from peripheral nerves". Biochim Biophys Acta. 23 (2): 394–401. doi:10.1016/0006-3002(57)90343-8. PMID 13412736.
104. ↑  "NOBEL PRIZE FOR CHEMISTRY". The Lancet. ج. 280 ع. 7263: 975. 1962-11. DOI:10.1016/s0140-6736(62)90735-3. ISSN:0140-6736. مؤرشف من الأصل في 21 ديسمبر 2020. {{استشهاد بدورية محكمة}}: تحقق من التاريخ في: |تاريخ= (مساعدة)
105. ↑  BARTLETT، NEIL (8 سبتمبر 2003). "THE NOBLE GASES". Chemical & Engineering News. ج. 81 ع. 36: 32–34. DOI:10.1021/cen-v081n036.p032. ISSN:0009-2347. مؤرشف من الأصل في 2020-06-13.
106. ↑  Olah، George A.؛ Kuhn، Stephen J.؛ Tolgyesi، William S.؛ Baker، Edward B. (1962-07). "Stable Carbonium Ions. II.1aOxocarbonium1b(Acylium) Tetrafluoroborates, Hexafluorophosphates, Hexafluoroantimonates and Hexafluoroarsenates. Structure and Chemical Reactivity of Acyl Fluoride: Lewis Acid Fluoride Complexes1c". Journal of the American Chemical Society. ج. 84 ع. 14: 2733–2740. DOI:10.1021/ja00873a019. ISSN:0002-7863. مؤرشف من الأصل في 2 يونيو 2018. {{استشهاد بدورية محكمة}}: تحقق من التاريخ في: |تاريخ= (مساعدة)
107. ↑  The Nobel Prize Winning Discoveries in Infectious Diseases. Elsevier. 2005. ص. 5–9. ISBN:978-0-12-369353-2. مؤرشف من الأصل في 2020-12-25.
108. ↑  Nozaki، H.؛ Moriuti، S.؛ Takaya، H.؛ Noyori، R. (1966-01). "Asymmetric induction in carbenoid reaction by means of a dissymmetric copper chelate". Tetrahedron Letters. ج. 7 ع. 43: 5239–5244. DOI:10.1016/s0040-4039(01)89263-7. ISSN:0040-4039. مؤرشف من الأصل في 2 يوليو 2018. {{استشهاد بدورية محكمة}}: تحقق من التاريخ في: |تاريخ= (مساعدة)
109. ↑  Nozaki، H.؛ Takaya، H.؛ Moriuti، S.؛ Noyori، R. (1968-01). "Homogeneous catalysis in the decomposition of diazo compounds by copper chelates". Tetrahedron. ج. 24 ع. 9: 3655–3669. DOI:10.1016/s0040-4020(01)91998-2. ISSN:0040-4020. مؤرشف من الأصل في 11 ديسمبر 2018. {{استشهاد بدورية محكمة}}: تحقق من التاريخ في: |تاريخ= (مساعدة)
110. ↑  Binkley، J. S.؛ Whiteside، R.؛ Hariharan، P. C.؛ Seeger، R.؛ Hehre، W. J.؛ Lathan، W. A.؛ Newton، M. D.؛ Ditchfield، R.؛ Pople، J. A. (1 يونيو 1978). "GAUSSIAN 76: an ab initio molecular orbital program". مؤرشف من الأصل في 2018-07-27. {{استشهاد بدورية محكمة}}: الاستشهاد بدورية محكمة يطلب |دورية محكمة= (مساعدة)
111. ↑  Jean-Louis Hérisson، Par؛ Chauvin، Yves (9 فبراير 1971). "[No title found]". Die Makromolekulare Chemie. ج. 141 ع. 1: 161–176. DOI:10.1002/macp.1971.021410112. مؤرشف من الأصل في 2020-12-19.
112. ↑  Jacobsen, Eric N.; Marko, Istvan.; Mungall, William S.; Schroeder, Georg.; Sharpless, K. Barry. (1988-03). "Asymmetric dihydroxylation via ligand-accelerated catalysis". Journal of the American Chemical Society (بالإنجليزية). 110 (6): 1968–1970. DOI:10.1021/ja00214a053. ISSN:0002-7863. Archived from the original on 19 سبتمبر 2020. {{استشهاد بدورية محكمة}}: تحقق من التاريخ في: |تاريخ= (help)
113. ↑  "Ertl wins Nobel Chemistry prize". Physics Today. 2007. DOI:10.1063/pt.5.021562. ISSN:1945-0699. مؤرشف من الأصل في 2020-12-24.
114. ↑  Burstein، Elias (2003-05). "A major milestone in nanoscale material science: the 2002 Benjamin Franklin Medal in Physics presented to Sumio Iijima". Journal of the Franklin Institute. ج. 340 ع. 3–4: 221–242. DOI:10.1016/s0016-0032(03)00041-3. ISSN:0016-0032. مؤرشف من الأصل في 19 ديسمبر 2020. {{استشهاد بدورية محكمة}}: تحقق من التاريخ في: |تاريخ= (مساعدة)
115. ↑  Holton، Robert A.؛ Somoza، Carmen؛ Kim، Hyeong Baik؛ Liang، Feng؛ Biediger، Ronald J.؛ Boatman، P. Douglas؛ Shindo، Mitsuru؛ Smith، Chase C.؛ Kim، Soekchan (1994-02). "First total synthesis of taxol. 1. Functionalization of the B ring". Journal of the American Chemical Society. ج. 116 ع. 4: 1597–1598. DOI:10.1021/ja00083a066. ISSN:0002-7863. مؤرشف من الأصل في 2 يناير 2021. {{استشهاد بدورية محكمة}}: تحقق من التاريخ في: |تاريخ= (مساعدة)
116. ↑  Levi، Barbara G. (2001-12). "Cornell, Ketterle, and Wieman Share Nobel Prize for Bose–Einstein           Condensates". Physics Today. ج. 54 ع. 12: 14–16. DOI:10.1063/1.1445529. ISSN:0031-9228. مؤرشف من الأصل في 31 يوليو 2020. {{استشهاد بدورية محكمة}}: تحقق من التاريخ في: |تاريخ= (مساعدة)
117. ↑  "ZEWAIL: GLIMPSES OF THE ULTRAFAST". Chemical & Engineering News. ج. 77 ع. 42: 12–13. 18 أكتوبر 1999. DOI:10.1021/cen-v077n042.p012. ISSN:0009-2347. مؤرشف من الأصل في 2021-03-07.
118. ↑  Sanz Alonso، Mariano (2002-02). "Un monográfico de Implantología muy interesante". RCOE. ج. 7 ع. 1. DOI:10.4321/s1138-123x2002000100001. ISSN:1138-123X. مؤرشف من الأصل في 23 ديسمبر 2020. {{استشهاد بدورية محكمة}}: تحقق من التاريخ في: |تاريخ= (مساعدة)